# Fermat-Zahl
Eine Fermat-Zahl, benannt nach dem französischen Mathematiker Pierre de Fermat, ist eine Zahl der Form
{\displaystyle F_{n}=2^{\;\!2^{n}}+1}
mit einer ganzen Zahl {\displaystyle n\geq 0}. Die ersten Fermat-Zahlen lauten 3, 5 und 17.
Im August 1640 vermutete Fermat, dass alle Zahlen dieser Form Primzahlen seien. Dies wurde jedoch 1732 von Leonhard Euler widerlegt, der zeigte, dass schon die sechste Fermatzahl F5 durch 641 teilbar ist. Man kennt außer den ersten fünf (3, 5, 17, 257, 65537) derzeit keine weitere Fermat-Zahl, die gleichzeitig Primzahl ist, und vermutet, dass es außer diesen fünf Zahlen auch keine weitere gibt (siehe Abschnitt weiter unten).

## Fermat-Zahlen
Die ersten Fermat-Zahlen lauten {\displaystyle F_{0}=3,\,F_{1}=5,\,F_{2}=17,\,F_{3}=257} und {\displaystyle F_{4}=65537}.
Eine etwas längere Liste bis {\displaystyle F_{14}} findet man in der folgenden aufklappbaren Box.

| n  | Dezimal- stellen von Fn | Fn |
| -- | ----------------------- | --- |
| 0  | 1                       | 3 |
| 01 | 1                       | 5 |
| 02 | 2                       | 17 |
| 03 | 3                       | 257 |
| 04 | 5                       | 65.537 |
| 05 | 10                      | 4.294.967.297 |
| 06 | 20                      | 18.446.744.073.709.551.617 |
| 07 | 39                      | 340.282.366.920.938.463.463.374.607.431.768.211.457 |
| 08 | 78                      | 115.792.089.237.316.195.423.570.985.008.687.907.853.269.984.665.640.564.039.457.584.007.913.129.639.937 |
| 09 | 155                     | 13.407.807.929.942.597.099.574.024.998.205.846.127.479.365.820.592.393.377.723.561.443.721.764.030.073.546.976.801.874.298.166.903.427.690.031.858.186.486.050.853.753.882.811.946.569.946.433.649.006.084.097 |
| 10 | 309                     | 179.769.313.486.231.590.772.930.519.078.902.473.361.797.697.894.230.657.273.430.081.157.732.675.805.500.963.132.708.477.322.407.536.021.120.113.879.871.393.357.658.789.768.814.416.622.492.847.430.639.474.124.377.767.893.424.865.485.276.302.219.601.246.094.119.453.082.952.085.005.768.838.150.682.342.462.881.473.913.110.540.827.237.163.350.510.684.586.298.239.947.245.938.479.716.304.835.356.329.624.224.137.217 |
| 11 | 617                     | 32.317.006.071.311.007.300.714.876.688.669.951.960.444.102.669.715.484.032.130.345.427.524.655.138.867.890.893.197.201.411.522.913.463.688.717.960.921.898.019.494.119.559.150.490.921.095.088.152.386.448.283.120.630.877.367.300.996.091.750.197.750.389.652.106.796.057.638.384.067.568.276.792.218.642.619.756.161.838.094.338.476.170.470.581.645.852.036.305.042.887.575.891.541.065.808.607.552.399.123.930.385.521.914.333.389.668.342.420.684.974.786.564.569.494.856.176.035.326.322.058.077.805.659.331.026.192.708.460.314.150.258.592.864.177.116.725.943.603.718.461.857.357.598.351.152.301.645.904.403.697.613.233.287.231.227.125.684.710.820.209.725.157.101.726.931.323.469.678.542.580.656.697.935.045.997.268.352.998.638.215.525.166.389.437.335.543.602.135.433.229.604.645.318.478.604.952.148.193.555.853.611.059.596.230.657 |
| 12 | 1234                    | 1.044.388.881.413.152.506.691.752.710.716.624.382.579.964.249.047.383.780.384.233.483.283.953.907.971.557.456.848.826.811.934.997.558.340.890.106.714.439.262.837.987.573.438.185.793.607.263.236.087.851.365.277.945.956.976.543.709.998.340.361.590.134.383.718.314.428.070.011.855.946.226.376.318.839.397.712.745.672.334.684.344.586.617.496.807.908.705.803.704.071.284.048.740.118.609.114.467.977.783.598.029.006.686.938.976.881.787.785.946.905.630.190.260.940.599.579.453.432.823.469.303.026.696.443.059.025.015.972.399.867.714.215.541.693.835.559.885.291.486.318.237.914.434.496.734.087.811.872.639.496.475.100.189.041.349.008.417.061.675.093.668.333.850.551.032.972.088.269.550.769.983.616.369.411.933.015.213.796.825.837.188.091.833.656.751.221.318.492.846.368.125.550.225.998.300.412.344.784.862.595.674.492.194.617.023.806.505.913.245.610.825.731.835.380.087.608.622.102.834.270.197.698.202.313.169.017.678.006.675.195.485.079.921.636.419.370.285.375.124.784.014.907.159.135.459.982.790.513.399.611.551.794.271.106.831.134.090.584.272.884.279.791.554.849.782.954.323.534.517.065.223.269.061.394.905.987.693.002.122.963.395.687.782.878.948.440.616.007.412.945.674.919.823.050.571.642.377.154.816.321.380.631.045.902.916.136.926.708.342.856.440.730.447.899.971.901.781.465.763.473.223.850.267.253.059.899.795.996.090.799.469.201.774.624.817.718.449.867.455.659.250.178.329.070.473.119.433.165.550.807.568.221.846.571.746.373.296.884.912.819.520.317.457.002.440.926.616.910.874.148.385.078.411.929.804.522.981.857.338.977.648.103.126.085.903.001.302.413.467.189.726.673.216.491.511.131.602.920.781.738.033.436.090.243.804.708.340.403.154.190.337 |
| 13 | 2467                    | 1.090.748.135.619.415.929.462.984.244.733.782.862.448.264.161.996.232.692.431.832.786.189.721.331.849.119.295.216.264.234.525.201.987.223.957.291.796.157.025.273.109.870.820.177.184.063.610.979.765.077.554.799.078.906.298.842.192.989.538.609.825.228.048.205.159.696.851.613.591.638.196.771.886.542.609.324.560.121.290.553.901.886.301.017.900.252.535.799.917.200.010.079.600.026.535.836.800.905.297.805.880.952.350.501.630.195.475.653.911.005.312.364.560.014.847.426.035.293.551.245.843.928.918.752.768.696.279.344.088.055.617.515.694.349.945.406.677.825.140.814.900.616.105.920.256.438.504.578.013.326.493.565.836.047.242.407.382.442.812.245.131.517.757.519.164.899.226.365.743.722.432.277.368.075.027.627.883.045.206.501.792.761.700.945.699.168.497.257.879.683.851.737.049.996.900.961.120.515.655.050.115.561.271.491.492.515.342.105.748.966.629.547.032.786.321.505.730.828.430.221.664.970.324.396.138.635.251.626.409.516.168.005.427.623.435.996.308.921.691.446.181.187.406.395.310.665.404.885.739.434.832.877.428.167.407.495.370.993.511.868.756.359.970.390.117.021.823.616.749.458.620.969.857.006.263.612.082.706.715.408.157.066.575.137.281.027.022.310.927.564.910.276.759.160.520.878.304.632.411.049.364.568.754.920.967.322.982.459.184.763.427.383.790.272.448.438.018.526.977.764.941.072.715.611.580.434.690.827.459.339.991.961.414.242.741.410.599.117.426.060.556.483.763.756.314.527.611.362.658.628.383.368.621.157.993.638.020.878.537.675.545.336.789.915.694.234.433.955.666.315.070.087.213.535.470.255.670.312.004.130.725.495.834.508.357.439.653.828.936.077.080.978.550.578.912.967.907.352.780.054.935.621.561.090.795.845.172.954.115.972.927.479.877.527.738.560.008.204.118.558.930.004.777.748.727.761.853.813.510.493.840.581.861.598.652.211.605.960.308.356.405.941.821.189.714.037.868.726.219.481.498.727.603.653.616.298.856.174.822.413.033.485.438.785.324.024.751.419.417.183.012.281.078.209.729.303.537.372.804.574.372.095.228.703.622.776.363.945.290.869.806.258.422.355.148.507.571.039.619.387.449.629.866.808.188.769.662.815.778.153.079.393.179.093.143.648.340.761.738.581.819.563.002.994.422.790.754.955.061.288.818.308.430.079.648.693.232.179.158.765.918.035.565.216.157.115.402.992.120.276.155.607.873.107.937.477.466.841.528.362.987.708.699.450.152.031.231.862.594.203.085.693.838.944.657.061.346.236.704.234.026.821.102.958.954.951.197.087.076.546.186.622.796.294.536.451.620.756.509.351.018.906.023.773.821.539.532.776.208.676.978.589.731.966.330.308.893.304.665.169.436.185.078.350.641.568.336.944.530.051.437.491.311.298.834.367.265.238.595.404.904.273.455.928.723.949.525.227.184.617.404.367.854.754.610.474.377.019.768.025.576.605.881.038.077.270.707.717.942.221.977.090.385.438.585.844.095.492.116.099.852.538.903.974.655.703.943.973.086.090.930.596.963.360.767.529.964.938.414.598.185.705.963.754.561.497.355.827.813.623.833.288.906.309.004.288.017.321.424.808.663.962.671.333.528.009.232.758.350.873.059.614.118.723.781.422.101.460.198.615.747.386.855.096.896.089.189.180.441.339.558.524.822.867.541.113.212.638.793.675.567.650.340.362.970.031.930.023.397.828.465.318.547.238.244.232.028.015.189.689.660.418.822.976.000.815.437.610.652.254.270.163.595.650.875.433.851.147.123.214.227.266.605.403.581.781.469.090.806.576.468.950.587.661.997.186.505.665.475.715.792.897 |
| 14 | 4933                    | 1.189.731.495.357.231.765.085.759.326.628.007.130.763.444.687.096.510.237.472.674.821.233.261.358.180.483.686.904.488.595.472.612.039.915.115.437.484.839.309.258.897.667.381.308.687.426.274.524.698.341.565.006.080.871.634.366.004.897.522.143.251.619.531.446.845.952.345.709.482.135.847.036.647.464.830.984.784.714.280.967.845.614.138.476.044.338.404.886.122.905.286.855.313.236.158.695.999.885.790.106.357.018.120.815.363.320.780.964.323.712.757.164.290.613.406.875.202.417.365.323.950.267.880.089.067.517.372.270.610.835.647.545.755.780.793.431.622.213.451.903.817.859.630.690.311.343.850.657.539.360.649.645.193.283.178.291.767.658.965.405.285.113.556.134.369.793.281.725.888.015.908.414.675.289.832.538.063.419.234.888.599.898.980.623.114.025.121.674.472.051.872.439.321.323.198.402.942.705.341.366.951.274.739.014.593.816.898.288.994.445.173.400.364.617.928.377.138.074.411.345.791.848.573.595.077.170.437.644.191.743.889.644.885.377.684.738.322.240.608.239.079.061.399.475.675.334.739.784.016.491.742.621.485.229.014.847.672.335.977.897.158.397.334.226.349.734.811.441.653.077.758.250.988.926.030.894.789.604.676.153.104.257.260.141.806.823.027.588.003.441.951.455.327.701.598.071.281.589.597.169.413.965.608.439.504.983.171.255.062.282.026.626.200.048.042.149.808.200.002.060.993.433.681.237.623.857.880.627.479.727.072.877.482.838.438.705.048.034.164.633.337.013.385.405.998.040.701.908.662.387.301.605.018.188.262.573.723.766.279.240.798.931.717.708.807.901.740.265.407.930.976.419.648.877.869.604.017.517.691.938.687.988.088.008.944.251.258.826.969.688.364.194.133.945.780.157.844.364.946.052.713.655.454.906.327.187.428.531.895.100.278.695.119.323.496.808.703.630.436.193.927.592.692.344.820.812.834.297.364.478.686.862.064.169.042.458.555.136.532.055.050.508.189.891.866.846.863.799.917.647.547.291.371.573.500.701.015.197.559.097.453.040.033.031.520.683.518.216.494.195.636.696.077.748.110.598.284.901.343.611.469.214.274.121.810.495.077.979.275.556.645.164.983.850.062.051.066.517.084.647.369.464.036.640.569.339.464.837.172.183.352.956.873.912.042.640.003.611.618.789.278.195.710.052.094.562.761.306.703.551.840.330.110.645.101.995.435.167.626.688.669.627.763.820.604.342.480.357.906.415.354.212.732.946.756.073.006.907.088.870.496.125.050.068.156.659.252.761.297.664.065.498.347.492.661.798.824.062.312.210.409.274.584.565.587.264.846.417.650.160.123.175.874.034.726.261.957.289.081.466.197.651.553.830.744.424.709.698.634.753.627.770.356.227.126.145.052.549.125.229.448.040.149.114.795.681.359.875.968.512.808.575.244.271.871.455.454.084.894.986.155.020.794.806.980.939.215.658.055.319.165.641.681.105.966.454.159.951.476.908.583.129.721.503.298.816.585.142.073.061.480.888.021.769.818.338.417.129.396.878.371.459.575.846.052.583.142.928.447.249.703.698.548.125.295.775.920.936.450.022.651.427.249.949.580.708.203.966.082.847.550.921.891.152.133.321.048.011.973.883.636.577.825.533.325.988.852.156.325.439.335.021.315.312.134.081.390.451.021.255.363.707.903.495.916.963.125.924.201.167.877.190.108.935.255.914.539.488.216.897.117.943.269.373.608.639.074.472.792.751.116.715.127.106.396.425.081.353.553.137.213.552.890.539.802.602.978.645.319.795.100.976.432.939.091.924.660.228.878.912.900.654.210.118.287.298.298.707.382.159.717.184.569.540.515.403.029.173.307.292.454.391.789.568.674.219.640.761.451.173.600.617.752.186.991.913.366.837.033.887.201.582.071.625.868.247.133.104.513.315.097.274.713.442.728.340.606.642.890.406.496.636.104.443.217.752.811.227.470.029.162.858.093.727.701.049.646.499.540.220.983.981.932.786.613.204.254.226.464.243.689.610.107.429.923.197.638.681.545.837.561.773.535.568.984.536.053.627.234.424.277.105.760.924.864.023.781.629.665.526.314.910.906.960.488.073.475.217.005.121.136.311.870.439.925.762.508.666.032.566.213.750.416.695.719.919.674.223.210.606.724.721.373.471.234.021.613.540.712.188.239.909.701.971.943.944.347.480.314.217.903.886.317.767.779.921.539.892.177.334.344.368.907.550.318.800.833.546.852.344.370.327.089.284.147.501.640.589.448.482.001.254.237.386.680.074.457.341.910.933.774.891.959.681.016.516.069.106.149.905.572.425.810.895.586.938.833.067.490.204.900.368.624.166.301.968.553.005.687.040.285.095.450.484.840.073.528.643.826.570.403.767.157.286.512.380.255.109.954.518.857.013.476.588.189.300.004.138.849.715.883.139.866.071.547.574.816.476.727.635.116.435.462.804.401.112.711.392.529.180.570.794.193.422.686.818.353.212.799.068.972.247.697.191.474.268.157.912.195.973.794.192.807.298.886.952.361.100.880.264.258.801.320.928.040.011.928.153.970.801.130.741.339.550.003.299.015.924.978.259.936.974.358.726.286.143.980.520.112.454.369.271.114.083.747.919.007.803.406.596.321.353.417.004.068.869.443.405.472.140.675.963.640.997.405.009.225.803.505.672.726.465.095.506.267.339.268.892.424.364.561.897.661.906.898.424.186.770.491.035.344.080.399.248.327.097.911.712.881.140.170.384.182.058.601.614.758.284.200.750.183.500.329.358.499.691.864.066.590.539.660.709.069.537.381.601.887.679.046.657.759.654.588.001.937.117.771.344.698.326.428.792.622.894.338.016.112.445.533.539.447.087.462.049.763.409.147.542.099.248.815.521.395.929.388.007.711.172.017.894.897.793.706.604.273.480.985.161.028.815.458.787.911.160.979.113.422.433.557.549.170.905.442.026.397.275.695.283.207.305.331.845.419.990.749.347.810.524.006.194.197.200.591.652.147.867.193.696.254.337.864.981.603.833.146.354.201.700.628.817.947.177.518.115.217.674.352.016.511.172.347.727.727.075.220.056.177.748.218.928.597.158.346.744.541.337.107.358.427.757.919.660.562.583.883.823.262.178.961.691.787.226.118.865.632.764.934.288.772.405.859.754.877.759.869.235.530.653.929.937.901.193.611.669.007.472.354.746.360.764.601.872.442.031.379.944.139.824.366.828.698.790.212.922.996.174.192.728.625.891.720.057.612.509.349.100.482.545.964.152.046.477.925.114.446.500.732.164.109.099.345.259.799.455.690.095.576.788.686.397.487.061.948.854.749.024.863.607.921.857.834.205.793.797.188.834.779.656.273.479.112.388.585.706.424.836.379.072.355.410.286.787.018.527.401.653.934.219.888.361.061.949.671.961.055.068.686.961.468.019.035.629.749.424.086.587.195.041.004.404.915.266.476.272.761.070.511.568.387.063.401.264.136.517.237.211.409.916.458.796.347.624.949.215.904.533.937.210.937.520.465.798.300.175.408.017.538.862.312.719.042.361.037.129.338.896.586.028.150.046.596.078.872.444.365.564.480.545.689.033.575.955.702.988.396.719.744.528.212.984.142.578.483.954.005.084.264.327.730.840.985.420.021.409.069.485.412.320.805.268.520.094.146.798.876.110.414.583.170.390.473.982.488.899.228.091.818.213.934.288.295.679.717.369.943.152.460.447.027.290.669.964.066.817 |

Wegen {\displaystyle F_{n+1}\approx F_{n}^{2}} hat die Fermatzahl {\displaystyle F_{n+1}} doppelt so viele oder um eine weniger als doppelt so viele Stellen wie ihr Vorgänger {\displaystyle F_{n}}.

## Fermatsche Primzahlen
Die Idee hinter Fermatschen Primzahlen ist der Satz, dass {\displaystyle 2^{k}+1} nur für {\displaystyle k=0} und für {\displaystyle k=2^{n}} mit {\displaystyle n\geq 0} prim sein kann:
{\displaystyle 2^{k}+1\in \mathbb {P} \ \Rightarrow \ k=0\lor \exists n\in \mathbb {N} _{0}\colon k=2^{n}}
Beweis durch Widerspruch: Man führt die Annahme, dass das zu Beweisende falsch sei, zu einem Widerspruch.
Annahme: {\displaystyle k>0} und {\displaystyle 2^{k}+1} ist prim und die Hochzahl {\displaystyle k} hat einen ungeraden Teiler {\displaystyle c>1}.
Dann gilt
{\displaystyle 2^{k}+1=2^{{\frac {k}{c}}\cdot c}+1=(2^{\frac {k}{c}})^{c}+1^{c}}
mit einer ganzen Zahl {\displaystyle k/c}. Nach Annahme ist {\displaystyle c} ungerade, also ist diese Summe bekanntlich durch die Summe {\displaystyle 2^{\frac {k}{c}}+1} der beiden Basen teilbar:
{\displaystyle 2^{k}+1=(2^{\frac {k}{c}})^{c}+1^{c}=(2^{\frac {k}{c}}+1)\cdot \sum _{j=0}^{c-1}(-1)^{j}\cdot (2^{\frac {k}{c}})^{j}}
Weil die Zahl {\displaystyle 2^{k}+1} prim ist, muss ihr Teiler {\displaystyle 2^{\frac {k}{c}}+1} gleich 1 oder gleich {\displaystyle 2^{k}+1} sein. Aber in Widerspruch dazu ist {\displaystyle 2^{\frac {k}{c}}+1} (wegen {\displaystyle 2^{\frac {k}{c}}>0}) größer als 1 und (wegen {\displaystyle k>0\Rightarrow k/c<k}) kleiner als {\displaystyle 2^{k}+1}. Die Annahme, dass sowohl {\displaystyle 2^{k}+1} prim ist als auch, dass {\displaystyle k} positiv ist und einen ungeraden Teiler {\displaystyle c>1} hat, muss daher fallengelassen werden: {\displaystyle 2^{k}+1} kann nur prim sein, wenn {\displaystyle k} gleich 0 oder gleich einer Zweierpotenz {\displaystyle 2^{n}} mit {\displaystyle n\geq 0} ist, was zu zeigen war. {\displaystyle \Box }
Die Umkehrung dieses Satzes, dass also nicht nur (wegen {\displaystyle 2^{0}+1=1+1=2\in \mathbb {P} } offensichtlich) {\displaystyle 2^{0}+1}, sondern auch jede Fermat-Zahl {\displaystyle F_{n}=2^{2^{n}}+1} prim sei, ist falsch. {\displaystyle F_{0}} bis {\displaystyle F_{4}} sind sogar die einzigen bisher bekannten Fermatschen Primzahlen.
Schon Fermat zeigte, dass diese ersten fünf Fermat-Zahlen Primzahlen sind, und vermutete 1640, dass dies auf alle Fermat-Zahlen zutreffe. Diese Vermutung wurde aber schon 1732 von Leonhard Euler einfach widerlegt, indem er mit 641 einen echten Teiler von F5 = 4.294.967.297 fand.
Man vermutet inzwischen, dass außer den ersten fünf keine weiteren Fermatschen Primzahlen existieren. Diese Vermutung beruht auf statistischen Abschätzungen: Der Primzahlsatz besagt, dass die Anzahl der Primzahlen, die nicht größer als x sind, näherungsweise gleich x / ln x ist. Die Primzahldichte oder Wahrscheinlichkeit dafür, dass Fn als ungerade Zahl eine Primzahl ist, beträgt daher näherungsweise 2 / ln Fn ≈ 3 / 2n. Die Wahrscheinlichkeit, dass die Fermatzahl Fn oder eine der folgenden Fermatzahlen eine Primzahl ist, ergibt sich durch Summation der geometrische Reihe ungefähr zu 6 / 2n.
Für verbliebene weder teilweise noch vollständig faktorisierte Fermat-Zahlen ist diese Wahrscheinlichkeit mit etwa 6 ⸱ 10−10 mittlerweile aber sehr klein geworden.

## Faktorisierungsergebnisse von Fermat-Zahlen
Die Zahlen F0 bis F4 sind, wie schon Fermat erkannt hat, Primzahlen:
| n  | Fermat-Primzahl Fn |
| -- | ------------------ |
| 0  | 3                  |
| 01 | 5                  |
| 02 | 17                 |
| 03 | 257                |
| 04 | 65537              |

Die Zahlen F5 bis F11 sind entgegen der Vermutung Fermats zusammengesetzt. Sie sind bereits vollständig faktorisiert:
| n  | Entdecker der Faktoren                           | Primfaktorenzerlegung von Fn |
| -- | ------------------------------------------------ | --- |
| 05 | Leonhard Euler (1732)                            | 4.294.967.297 (10 Stellen) = 641 (3 Stellen) × 6.700.417 (7 Stellen) |
| 06 | Clausen (1855), Landry & Le Lasseur (1880)       | 18.446.744.073.709.551.617 (20 Stellen) = 274.177 (6 Stellen) × 67.280.421.310.721 (14 Stellen) |
| 07 | Morrison & Brillhart (1970)                      | 340.282.366.920.938.463.463.374.607.431.768.211.457 (39 Stellen) = 59.649.589.127.497.217 (17 Stellen) × 5.704.689.200.685.129.054.721 (22 Stellen) |
| 08 | Brent & Pollard (1980)                           | 115.792.089.237.316.195.423.570.985.008.687.907.853.269.984.665.640.564.039.457.584.007.913.129.639.937 (78 Stellen) = 1.238.926.361.552.897 (16 Stellen) × 93.461.639.715.357.977.769.163.558.199.606.896.584.051.237.541.638.188.580.280.321 (62 Stellen) |
| 09 | Western (1903), Lenstra & Manasse (1990)         | 13.407.807.929.942.597.099.574.024.998.205.846.127.479.365.820.592.393.377.723.561.443.721.764.030.073.546.976.801.874.298.166.903.427.690.031. 858.186.486.050.853.753.882.811.946.569.946.433.649.006.084.097 (155 Stellen) = 2.424.833 (7 Stellen) × 7.455.602.825.647.884.208.337.395.736.200.454.918.783.366.342.657 (49 Stellen) × 741.640.062.627.530.801.524.787.141.901.937.474.059.940.781.097.519.023.905.821.316.144.415.759.504.705.008.092.818.711.693.940.737 (99 Stellen) |
| 10 | Selfridge (1953), Brillhart (1962), Brent (1995) | 179.769.313.486.231.590.772.930 … 304.835.356.329.624.224.137.217 (309 Stellen) = 45.592.577 (8 Stellen) × 6.487.031.809 (10 Stellen) × 4.659.775.785.220.018.543.264.560.743.076.778.192.897 (40 Stellen) × 130.439.874.405.488.189.727.484 … 806.217.820.753.127.014.424.577 (252 Stellen) |
| 11 | Cunningham (1899), Brent & Morain (1988)         | 32.317.006.071.311.007.300.714.8 … 193.555.853.611.059.596.230.657 (617 Stellen) = 319.489 (6 Stellen) × 974.849 (6 Stellen) × 167.988.556.341.760.475.137 (21 Stellen) × 3.560.841.906.445.833.920.513 (22 Stellen) × 173.462.447.179.147.555.430.258 … 491.382.441.723.306.598.834.177 (564 Stellen) |

Ab F12 ist keine Fermat-Zahl mehr vollständig faktorisiert. Die ersten acht lauten:
| n  | Entdecker der Faktoren | Primfaktorenzerlegung von Fn |
| -- | --- | --- |
| 12 | Lucas & Perwuschin (1877), Western (1903), Hallyburton & Brillhart (1974), Baillie (1986), Vang, Zimmermann & Kruppa (2010) | 1.044.388.881.413.152.506.691.752.710.716 … 340.403.154.190.337 (1234 Stellen) = 114.689 (6 Stellen) × 26.017.793 (8 Stellen) × 63.766.529 (8 Stellen) × 190.274.191.361 (12 Stellen) × 1.256.132.134.125.569 (16 Stellen) × 568.630.647.535.356.955.169.033.410.940.867.804.839.360.742.060.818.433 (54 Stellen) × zusammengesetzte Zahl (1133 Stellen) |
| 13 | Hallyburton & Brillhart (1974), Crandall (1991), Brent (1995)                                                               | 1.090.748.135.619.415.929.462.984.244.733 … 665.475.715.792.897 (2467 Stellen) = 2.710.954.639.361 (13 Stellen) × 2.663.848.877.152.141.313 (19 Stellen) × 3.603.109.844.542.291.969 (19 Stellen) × 319.546.020.820.551.643.220.672.513 (27 Stellen) × zusammengesetzte Zahl (2391 Stellen)                                                              |
| 14 | Rajala & Woltman (2010) | 1.189.731.495.357.231.765.085.759.326.628 … 290.669.964.066.817 (4933 Stellen) = 116.928.085.873.074.369.829.035.993.834.596.371.340.386.703.423.373.313 (54 Stellen) × zusammengesetzte Zahl (4880 Stellen) |
| 15 | Kraitchik (1925), Gostin (1987), Crandall & van Halewyn (1997)                                                              | 1.415.461.031.044.954.789.001.553.027.744 … 104.633.712.377.857 (9865 Stellen) = 1.214.251.009 (10 Stellen) × 2.327.042.503.868.417 (16 Stellen) × 168.768.817.029.516.972.383.024.127.016.961 (33 Stellen) × zusammengesetzte Zahl (9808 Stellen) |
| 16 | Selfridge (1953), Crandall & Dilcher (1996)                                                                                 | 2.003.529.930.406.846.464.979.072.351.560 … 895.905.719.156.737 (19729 Stellen) = 825.753.601 (9 Stellen) × 188.981.757.975.021.318.420.037.633 (27 Stellen) × zusammengesetzte Zahl (19694 Stellen) |
| 17 | Gostin (1978), Bessell & Woltman (2011)                                                                                     | 4.014.132.182.036.063.039.166.060.606.038 … 318.570.934.173.697 (39457 Stellen) = 31.065.037.602.817 (14 Stellen) × 7.751.061.099.802.522.589.358.967.058.392.886.922.693.580.423.169 (49 Stellen) × zusammengesetzte Zahl (39395 Stellen) |
| 18 | Western (1903), Crandall, McIntosh & Tardif (1999)                                                                          | 16.113.257.174.857.604.736.195.721.184.520 … 349.934.298.300.417 (78914 Stellen) = 13.631.489 (8 Stellen) × 81.274.690.703.860.512.587.777 (23 Stellen) × zusammengesetzte Zahl (78884 Stellen) |
| 19 | Riesel (1962), Wrathall (1963), Bessell & Woltman (2009)                                                                    | 259.637.056.783.100.077.612.659.649.572.688 … 528.226.185.773.057 (157827 Stellen) = 70.525.124.609 (11 Stellen) × 646.730.219.521 (12 Stellen) × 37.590.055.514.133.754.286.524.446.080.499.713 (35 Stellen) × zusammengesetzte Zahl (157770 Stellen)                                                                                                   |

Von F12 bis F32 und von einigen größeren Fermat-Zahlen ist bekannt, dass sie zusammengesetzt sind – hauptsächlich, weil ein oder mehrere Faktoren gefunden wurden. Von zwei Fermat-Zahlen (F20 und F24) kennt man zwar keinen Faktor, hat aber auf andere Art gezeigt, dass sie zusammengesetzt sind.
Für F14 wurde am 3. Februar 2010 ein Faktor veröffentlicht, für F22 am 25. März 2010.
Die kleinste Fermat-Zahl, von der bislang nicht bekannt ist, ob sie prim oder zusammengesetzt ist, ist F33. Diese Zahl hat 2.585.827.973 Stellen. Insgesamt weiß man von den ersten 50 Fermat-Zahlen nur von 10 nicht, ob sie zusammengesetzt sind oder nicht.
F18.233.954 ist die größte Fermat-Zahl, von der ein Faktor bekannt ist, nämlich die Primzahl 7 · 218.233.956 + 1. Dieser Faktor wurde am 5. Oktober 2020 von Ryan Propper mit Computer-Programmen von Geoffrey Reynolds, Jean Penné und Jim Fougeron entdeckt und hat 5.488.969 Stellen. Die Fermat-Zahl F18.233.954 selbst hat allerdings mehr als 105.488.966 Stellen.
Es gibt keine sinnvolle Methode, sich die Menge an Papier, die man benötigt sie aufzuschreiben – oder gar die Zahl selber – vorzustellen: Selbst mit den hypothetisch kleinsten Teilchen aufgeschrieben, ist das Universum spätestens mit F615 vollgeschrieben und für jeden weiteren Schritt bis F18233954 würde sich der Platz zum Aufschreiben jeweils verdoppeln. Nur hat man mit F615 ja quasi damit noch nicht mal richtig angefangen! Ein wissenschaftlicher Taschenrechner würde eine etwa 27 Kilometer lange Zeile oder alternativ eine 27 Meter mal 10 Meter große Tafel allein für das Anschreiben der Anzahl der Stellen, also von 105488966, als Dezimalzahl benötigen.
Insgesamt weiß man von 328 Fermat-Zahlen, dass sie zusammengesetzt sind. 373 Primfaktoren sind bisher bekannt (Stand: 15. Januar 2025).
Der folgenden Tabelle kann man entnehmen, in welchem Intervall wie viele zusammengesetzte Fermat-Zahlen bekannt sind (Stand: 15. Januar 2025):
| n                 | bekannt zusammen- gesetzt | Anteil  |                         | n   | bekannt zusammen- gesetzt | Anteil |
| 05 ≤ n ≤ 32       | 028                       | 100,0 % | 10001 ≤ n ≤ 50000       | 38  | 0,09500 %                 |        |
| 033 ≤ n ≤ 100     | 032                       | 047,1 % | 050001 ≤ n ≤ 100000     | 11  | 0,02200 %                 |        |
| 101 ≤ n ≤ 500     | 064                       | 016,0 % | 100001 ≤ n ≤ 500000     | 28  | 0,00700 %                 |        |
| 0501 ≤ n ≤ 1000   | 022                       | 004,4 % | 0500001 ≤ n ≤ 1000000   | 07  | 0,00140 %                 |        |
| 1001 ≤ n ≤ 5000   | 053                       | 001,3 % | 1000001 ≤ n ≤ 5000000   | 13  | 0,00033 %                 |        |
| 05001 ≤ n ≤ 10000 | 028                       | 000,6 % | 05000001 ≤ n ≤ 20000000 | 04  | 0,00008 %                 |        |
| TOTAL             | 227                       | 002,3 % | TOTAL                   | 101 | 0,00051 %                 |        |

Die kleinsten 25 Fermat-Primfaktoren sind die folgenden:
3, 5, 17, 257, 641, 65.537, 114.689, 274.177, 319.489, 974.849, 2.424.833, 6.700.417, 13.631.489, 26.017.793, 45.592.577, 63.766.529, 167.772.161, 825.753.601, 1.214.251.009, 6.487.031.809, 70.525.124.609, 190.274.191.361, 646.730.219.521, 2.710.954.639.361, 2.748.779.069.441, … (Folge A023394 in OEIS)
Um von einer Fermat-Zahl nachzuweisen, dass sie zusammengesetzt ist, benutzt man in der Regel den Pépin-Test und den Suyama-Test, die beide besonders auf diese Zahlen zugeschnitten und sehr schnell sind.
Die folgenden 16 Primfaktoren von Fermat-Zahlen wurden vor 1950 entdeckt.
| Jahr | Entdecker                         | Fermat- Zahl | Dezimal- stellen von Fn       | Faktor                | Dezimal- stellen dieses Faktors | Faktor ausgeschrieben           |
| ---- | --------------------------------- | ------------ | ----------------------------- | --------------------- | ------------------------------- | ------------------------------- |
| 1732 | Leonhard Euler                    | F5 (a)       | 10                            | 5 · 27 + 1            | 3                               | 641                             |
| 1732 | Leonhard Euler                    | F5 (a)       | 10                            | 52347 · 27 + 1        | 7                               | 6.700.417                       |
| 1855 | Thomas Clausen                    | F6 (a)       | 20                            | 1071 · 28 + 1         | 6                               | 274.177                         |
| 1855 | Thomas Clausen                    | F6 (a)       | 20                            | 262814145745 · 28 + 1 | 14                              | 67.280.421.310.721              |
| 1877 | Iwan Perwuschin                   | F12          | 1.234                         | 7 · 214 + 1           | 6                               | 114.689                         |
| 1878 | Iwan Perwuschin                   | F23          | 2.525.223                     | 5 · 225 + 1           | 9                               | 167.772.161                     |
| 1886 | Paul Peter Heinrich Seelhoff      | F36          | 20.686.623.784                | 5 · 239 + 1           | 13                              | 2.748.779.069.441               |
| 1899 | Allan Joseph Champneys Cunningham | F11          | 617                           | 39 · 213 + 1          | 6                               | 319.489                         |
| 1899 | Allan Joseph Champneys Cunningham | F11          | 617                           | 119 · 213 + 1         | 6                               | 974.849                         |
| 1903 | Alfred Edward Western             | F9           | 155                           | 37 · 216 + 1          | 7                               | 2.424.833                       |
| 1903 | Alfred Edward Western             | F12          | 1.234                         | 397 · 216 + 1         | 8                               | 26.017.793                      |
| 1903 | Alfred Edward Western             | F12          | 1.234                         | 973 · 216 + 1         | 8                               | 63.766.529                      |
| 1903 | Alfred Edward Western             | F18          | 78.914                        | 13 · 220 + 1          | 8                               | 13.631.489                      |
| 1903 | James Cullen                      | F38          | 82.746.495.136                | 3 · 241 + 1           | 13                              | 6.597.069.766.657               |
| 1906 | James Caddall Morehead            | F73          | 2.843.147.923.723.958.896.933 | 5 · 275 + 1           | 24                              | 188.894.659.314.785.808.547.841 |
| 1925 | Maurice Borissowitsch Kraitchik   | F15          | 9.865                         | 579 · 221 + 1         | 10                              | 1.214.251.009                   |

Seit 1950 wurden alle weiteren Faktoren durch Einsatz von Computern gefunden.
| Jahr  | Teiler |
| ----- | ------ |
| 1951  | 0–     |
| 1952  | 0–     |
| 1953  | 02     |
| 1954  | 0–     |
| 1955  | 0–     |
| 1956  | 14     |
| 1957  | 06     |
| 1958  | 0–     |
| 1959  | 0–     |
| 1960  | 0–     |
| TOTAL | 22     |

| Jahr  | Teiler |
| ----- | ------ |
| 1961  | 0–     |
| 1962  | 02     |
| 1963  | 11     |
| 1964  | 0–     |
| 1965  | 0–     |
| 1966  | 0–     |
| 1967  | 0–     |
| 1968  | 0–     |
| 1969  | 0–     |
| 1970  | 02     |
| TOTAL | 15     |

| Jahr  | Teiler |
| ----- | ------ |
| 1971  | 0–     |
| 1972  | 0–     |
| 1973  | 0–     |
| 1974  | 02     |
| 1975  | 0–     |
| 1976  | 02     |
| 1977  | 04     |
| 1978  | 02     |
| 1979  | 13     |
| 1980  | 09     |
| TOTAL | 32     |

| Jahr  | Teiler |
| ----- | ------ |
| 1981  | 03     |
| 1982  | 02     |
| 1983  | 02     |
| 1984  | 07     |
| 1985  | 02     |
| 1986  | 12     |
| 1987  | 05     |
| 1988  | 04     |
| 1989  | 0–     |
| 1990  | 08     |
| TOTAL | 45     |

| Jahr  | Teiler |
| ----- | ------ |
| 1991  | 12     |
| 1992  | 10     |
| 1993  | 10     |
| 1994  | 01     |
| 1995  | 08     |
| 1996  | 07     |
| 1997  | 04     |
| 1998  | 08     |
| 1999  | 09     |
| 2000  | 13     |
| TOTAL | 82     |

| Jahr  | Teiler |
| ----- | ------ |
| 2001  | 22     |
| 2002  | 08     |
| 2003  | 08     |
| 2004  | 02     |
| 2005  | 07     |
| 2006  | 01     |
| 2007  | 04     |
| 2008  | 06     |
| 2009  | 06     |
| 2010  | 07     |
| TOTAL | 71     |

| Jahr  | Teiler |
| ----- | ------ |
| 2011  | 09     |
| 2012  | 16     |
| 2013  | 07     |
| 2014  | 07     |
| 2015  | 06     |
| 2016  | 07     |
| 2017  | 05     |
| 2018  | 07     |
| 2019  | 03     |
| 2020  | 05     |
| TOTAL | 72     |

| Jahr  | Teiler |
| ----- | ------ |
| 2021  | 05     |
| 2022  | 0–     |
| 2023  | 08     |
| 2024  | 03     |
| 2025  | 02     |
| 2026  |        |
| 2027  |        |
| 2028  |        |
| 2029  |        |
| 2030  |        |
| TOTAL | 18     |

Es wurden somit bisher 357 Primfaktoren von Fermat-Zahlen mit Computern gefunden (Stand: 15. Januar 2025).

## Eigenschaften
- Für {\displaystyle n>1} hat jeder Teiler von {\displaystyle F_{n}} die Form {\displaystyle k\cdot 2^{n+2}+1} (bewiesen von Euler und Lucas, siehe auch Artikel Quadratisches Reziprozitätsgesetz, Unterabschnitt  Teiler von Fermat- und Mersenne-Zahlen).

Beispiele:
Der Teiler 641 von F5: 641 = 5 · 27 + 1 = 5 · 128 + 1
Der Teiler 6700417 von F5: 6700417 = 52347 · 27 + 1 = 52347 · 128 + 1
- Fermat-Zahlen lassen sich auf folgende Arten rekursiv berechnen:

- {\displaystyle F_{n}=(F_{n-1}-1)^{2}+1}  für  {\displaystyle n\geq 1}
- {\displaystyle F_{n}=F_{n-1}+2^{2^{n-1}}\cdot F_{0}\cdot F_{1}\cdot \ldots \cdot F_{n-2}}  für  {\displaystyle n\geq 2}
- {\displaystyle F_{n}=F_{n-1}^{2}-2\cdot (F_{n-2}-1)^{2}}  für  {\displaystyle n\geq 2}
- {\displaystyle F_{n}=F_{0}\cdot F_{1}\cdot \ldots \cdot F_{n-1}+2}  für  {\displaystyle n\geq 1}

Zwei der vier Beweise funktionieren mittels vollständiger Induktion. Man zeigt, dass die Behauptungen für den Anfang gelten (Induktionsanfang), nimmt an, dass die Behauptung für {\displaystyle n} gilt (Induktionsvoraussetzung) und beweist, dass die Behauptung dadurch auch für {\displaystyle n+1} gelten muss (Induktionsschluss).
Beweis der ersten Behauptung: {\displaystyle F_{n}=(F_{n-1}-1)^{2}+1} für {\displaystyle n\geq 1}
Der Beweis funktioniert direkt.
{\displaystyle F_{n}=2^{2^{n}}+1=2^{2\cdot 2^{n-1}}+1=(2^{2^{n-1}})^{2}+1=({\color {red}2^{2^{n-1}}+1}-1)^{2}+1=({\color {red}F_{n-1}}-1)^{2}+1}, was zu zeigen war. {\displaystyle \Box }
Beweis der zweiten Behauptung: {\displaystyle F_{n}=F_{n-1}+2^{2^{n-1}}\cdot F_{0}\cdot F_{1}\cdot \ldots \cdot F_{n-2}} für {\displaystyle n\geq 2}
Der Beweis funktioniert mittels vollständiger Induktion.
Induktionsanfang:
{\displaystyle 17=F_{2}=F_{1}+2^{2^{2-1}}\cdot F_{0}=5+2^{2^{1}}\cdot 3=5+2^{2}\cdot 3=5+4\cdot 3=17}
{\displaystyle 257=F_{3}=F_{2}+2^{2^{3-1}}\cdot F_{0}\cdot F_{1}=17+2^{4}\cdot 3\cdot 5=17+16\cdot 3\cdot 5=17+240=257}
Induktionsvoraussetzung: {\displaystyle F_{n}=F_{n-1}+2^{2^{n-1}}\cdot F_{0}\cdot F_{1}\cdot \ldots \cdot F_{n-2}} bzw. umgeformt {\displaystyle F_{0}\cdot F_{1}\cdot \ldots \cdot F_{n-2}={\frac {F_{n}-F_{n-1}}{2^{2^{n-1}}}}}
Induktionsschluss: zu zeigen: {\displaystyle F_{n+1}=F_{n}+2^{2^{n}}\cdot F_{0}\cdot F_{1}\cdot \ldots \cdot F_{n-1}}
{\displaystyle {\begin{array}{rcll}F_{n+1}&=&(F_{n}-1)^{2}+1&{\text{(erste obige Behauptung)}}\\&=&{\color {red}F_{n}}^{2}-2{\color {magenta}F_{n}}+1+1\\&=&({\color {red}F_{n-1}+2^{2^{n-1}}F_{0}F_{1}\ldots F_{n-2}})^{2}-2\cdot ({\color {magenta}F_{n-1}+2^{2^{n-1}}F_{0}F_{1}\ldots F_{n-2}})+2&{\text{(Induktionsvoraussetzung)}}\\&=&F_{n-1}^{2}+2\cdot 2^{2^{n-1}}F_{0}F_{1}\ldots F_{n-2}F_{n-1}+(2^{2^{n-1}})^{2}F_{0}^{2}F_{1}^{2}\ldots F_{n-2}^{2}-2F_{n-1}-2\cdot 2^{2^{n-1}}F_{0}F_{1}\ldots F_{n-2}+2\\&=&(F_{n-1}^{2}-2F_{n-1}+1)+1+2^{2^{n-1}}F_{0}F_{1}\ldots F_{n-2}\cdot (2F_{n-1}+2^{2^{n-1}}F_{0}F_{1}\ldots F_{n-2}-2)\\&=&{\color {magenta}(F_{n-1}-1)^{2}+1}+2^{2^{n}}F_{0}F_{1}\ldots F_{n-2}\cdot ({\frac {2}{2^{2^{n-1}}}}F_{n-1}+{\color {red}F_{0}F_{1}\ldots F_{n-2}}-{\frac {2}{2^{2^{n-1}}}})\\&=&{\color {magenta}F_{n}}+2^{2^{n}}F_{0}F_{1}\ldots F_{n-2}\cdot ({\frac {2}{2^{2^{n-1}}}}F_{n-1}+{\color {red}{\frac {F_{n}-F_{n-1}}{2^{2^{n-1}}}}}-{\frac {2}{2^{2^{n-1}}}})&{\text{(umgeformte Induktionsvoraussetzung)}}\\&=&F_{n}+2^{2^{n}}F_{0}F_{1}\ldots F_{n-2}\cdot {\frac {2F_{n-1}+F_{n}-F_{n-1}-2}{2^{2^{n-1}}}}\\&=&F_{n}+2^{2^{n}}F_{0}F_{1}\ldots F_{n-2}\cdot {\frac {{\color {red}F_{n-1}}+{\color {magenta}F_{n}}-2}{2^{2^{n-1}}}}\\&=&F_{n}+2^{2^{n}}F_{0}F_{1}\ldots F_{n-2}\cdot {\frac {{\color {red}2^{2^{n-1}}+1}+{\color {magenta}2^{2^{n}}+1}-2}{2^{2^{n-1}}}}&{\text{(Definition von Fermat-Zahlen)}}\\&=&F_{n}+2^{2^{n}}F_{0}F_{1}\ldots F_{n-2}\cdot {\frac {2^{2^{n-1}}+2^{2^{n}}}{2^{2^{n-1}}}}\\&=&F_{n}+2^{2^{n}}F_{0}F_{1}\ldots F_{n-2}\cdot {\frac {2^{2^{n-1}}\cdot (1+2^{2^{n-1}})}{2^{2^{n-1}}}}\\&=&F_{n}+2^{2^{n}}F_{0}F_{1}\ldots F_{n-2}\cdot ({\color {red}2^{2^{n-1}}+1})\\&=&F_{n}+2^{2^{n}}F_{0}F_{1}\ldots F_{n-2}\cdot {\color {red}F_{n-1}}&{\text{(Definition von Fermat-Zahlen)}}\end{array}}}
Was zu zeigen war. {\displaystyle \Box }
Beweis der dritten Behauptung: {\displaystyle F_{n}=F_{n-1}^{2}-2\cdot (F_{n-2}-1)^{2}} für {\displaystyle n\geq 2}
Der Beweis funktioniert direkt.
{\displaystyle {\begin{array}{rcll}F_{n}=2^{2^{n}}+1&=&2^{2\cdot 2^{n-1}}+2\cdot 2^{2^{n-1}}+1-2\cdot 2^{2^{n-1}}\\&=&(2^{2^{n-1}})^{2}+2\cdot 2^{2^{n-1}}+1-2\cdot 2^{2\cdot 2^{n-2}}\\&=&({\color {red}2^{2^{n-1}}+1})^{2}-2\cdot (2^{2^{n-2}})^{2}\\&=&{\color {red}F_{n-1}}^{2}-2\cdot (2^{2^{n-2}}+1-1)^{2}\\&=&F_{n-1}^{2}-2\cdot (F_{n-2}-1)^{2}\end{array}}}
Was zu zeigen war. {\displaystyle \Box }
Beweis der vierten Behauptung: {\displaystyle F_{n}=F_{0}\cdot F_{1}\cdot \ldots \cdot F_{n-1}+2} für {\displaystyle n\geq 1}
Der Beweis funktioniert mittels vollständiger Induktion.
Induktionsanfang:
{\displaystyle 5=F_{1}=F_{0}+2=3+2=5}
{\displaystyle 17=F_{2}=F_{0}\cdot F_{1}+2=3\cdot 5+2=15+2=17}
Induktionsvoraussetzung: {\displaystyle F_{n}=F_{0}\cdot F_{1}\cdot \ldots \cdot F_{n-1}+2}
Induktionsschluss: zu zeigen: {\displaystyle F_{n+1}=F_{0}\cdot F_{1}\cdot \ldots \cdot F_{n}+2}
{\displaystyle {\begin{array}{rcll}F_{n+1}&=&(F_{n}-1)^{2}+1&{\text{(erste obige Behauptung)}}\\&=&{\color {red}F_{n}}^{2}-2{\color {magenta}F_{n}}+1+1\\&=&({\color {red}F_{0}F_{1}\ldots F_{n-1}+2})^{2}-2({\color {magenta}F_{0}F_{1}\ldots F_{n-1}+2})+2&{\text{(Induktionsvoraussetzung)}}\\&=&F_{0}^{2}F_{1}^{2}\ldots F_{n-1}^{2}+4F_{0}F_{1}\ldots F_{n-1}+4-2F_{0}F_{1}\ldots F_{n-1}-4+2\\&=&F_{0}^{2}F_{1}^{2}\ldots F_{n-1}^{2}+2F_{0}F_{1}\ldots F_{n-1}+2\\&=&F_{0}F_{1}\ldots F_{n-1}\cdot ({\color {red}F_{0}F_{1}\ldots F_{n-1}+2})+2\\&=&F_{0}F_{1}\ldots F_{n-1}\cdot {\color {red}F_{n}}+2&{\text{(Induktionsvoraussetzung)}}\end{array}}}
Was zu zeigen war. {\displaystyle \Box }
- Es gelten folgende Darstellungen von {\displaystyle F_{n}}:

- Jede Fermat-Zahl {\displaystyle F_{n}} mit {\displaystyle n\geq 1} ist von der Form {\displaystyle 6m-1}, wobei {\displaystyle m\in \mathbb {N} } positiv ganzzahlig ist. (mit anderen Worten: {\displaystyle F_{n}\equiv -1{\pmod {6}}})
- Jede Fermat-Zahl {\displaystyle F_{n}} mit {\displaystyle n\geq 1} ist von der Form {\displaystyle 4m+1}, wobei {\displaystyle m\in \mathbb {N} } positiv ganzzahlig ist. (mit anderen Worten: {\displaystyle F_{n}\equiv 1{\pmod {4}}})
- Jede Fermat-Zahl {\displaystyle F_{n}} mit {\displaystyle n\geq 1} ist von der Form {\displaystyle 3m+2}, wobei {\displaystyle m\in \mathbb {N} } positiv ganzzahlig ist. (mit anderen Worten: {\displaystyle F_{n}\equiv 2{\pmod {3}}})
- Jede Fermat-Zahl {\displaystyle F_{n}} mit {\displaystyle n\geq 2} ist von der Form {\displaystyle 10m+7}, wobei {\displaystyle m\in \mathbb {N} } positiv ganzzahlig ist. (mit anderen Worten: {\displaystyle F_{n}\equiv 7{\pmod {10}}})

Anders formuliert: Mit Ausnahme von {\displaystyle F_{0}=3} und {\displaystyle F_{1}=5} endet jede Fermat-Zahl im Dezimalsystem mit der Ziffer 7. Die letzten beiden Ziffern sind 17, 37, 57 oder 97.
Beweis der ersten Behauptung: {\displaystyle F_{n}\equiv -1{\pmod {6}}}
Der Beweis funktioniert direkt. Man startet mit einer bekannten richtigen Aussage und beweist das Gewünschte.
Eine weiter oben angegebene Eigenschaft besagt, dass {\displaystyle F_{n}=F_{0}\cdot F_{1}\cdot \ldots \cdot F_{n-1}+2} gilt für {\displaystyle n\geq 1}. Somit gilt aber, weil {\displaystyle F_{0}=3} ist:
{\displaystyle F_{n}+1=F_{0}\cdot F_{1}\cdot \ldots \cdot F_{n-1}+3=3\cdot F_{1}\cdot \ldots \cdot F_{n-1}+3=3\cdot (F_{1}\cdot \ldots \cdot F_{n-1}+1)}.
Der Ausdruck {\displaystyle F_{1}\cdot \ldots \cdot F_{n-1}} ist als Produkt von ungeraden Fermat-Zahlen selber ungerade. Addiert man 1 dazu, erhält man eine gerade Zahl. Also ist {\displaystyle F_{n}+1} ein Produkt aus 3 und einer geraden Zahl und somit durch 6 teilbar. Es gibt also ein {\displaystyle m\in \mathbb {N} } mit {\displaystyle F_{n}+1=6m}. Daher ist {\displaystyle F_{n}} von der Form {\displaystyle 6m-1}, was zu zeigen war. {\displaystyle \Box }
Beweis der zweiten Behauptung: {\displaystyle F_{n}\equiv 1{\pmod {4}}}
{\displaystyle F_{n}=2^{2^{n}}+1=(2^{2})^{\frac {2^{n}}{2}}+1=4^{2^{n-1}}+1\equiv 1{\pmod {4}}}, was zu zeigen war. {\displaystyle \Box }
Beweis der dritten Behauptung: {\displaystyle F_{n}\equiv 2{\pmod {3}}}
Der dritte Beweis funktioniert mit vollständiger Induktion:
Induktionsanfang:
{\displaystyle F_{1}=2^{2^{1}}+1=5=3\cdot 1+2\equiv 2{\pmod {3}}}
{\displaystyle F_{2}=2^{2^{2}}+1=17=3\cdot 5+2\equiv 2{\pmod {3}}}
Induktionsvoraussetzung: {\displaystyle F_{n}=3\cdot k+2}
Induktionsschluss: zu zeigen: {\displaystyle F_{n+1}=3\cdot m+2} für ein {\displaystyle m\in \mathbb {N} }
{\displaystyle {\begin{array}{rcll}F_{n+1}&=&(F_{n}-1)^{2}+1&{\text{(erste Behauptung weiter oben)}}\\&=&{\color {red}F_{n}}^{2}-2{\color {magenta}F_{n}}+1+1\\&=&({\color {red}3k+2})^{2}-2\cdot ({\color {magenta}3k+2})+2&{\text{(Induktionsvoraussetzung)}}\\&=&9k^{2}+12k+4-6k-4+2\\&=&9k^{2}+6k+2\\&=&3\cdot (3k^{2}+2k)+2\\&=&3m+2&{\text{(mit }}m:=3k^{2}+2k{\text{)}}\end{array}}}
Was zu zeigen war. {\displaystyle \Box }
Beweis der vierten Behauptung: {\displaystyle F_{n}\equiv 7{\pmod {10}}}
Der vierte Beweis funktioniert direkt:
Weiter oben wurde gezeigt, dass {\displaystyle F_{n}=F_{0}\cdot F_{1}\cdot \ldots \cdot F_{n-1}+2} für {\displaystyle n\geq 1} gilt. Daraus kann man folgern, dass {\displaystyle F_{n}\equiv 2{\pmod {F_{k}}}} für {\displaystyle k=0,1,\ldots ,n-1} gilt. Im Speziellen gilt also für {\displaystyle k=1} (also für {\displaystyle F_{1}=5}) die Kongruenz {\displaystyle F_{n}\equiv 2{\pmod {5}}} und somit entweder {\displaystyle F_{n}\equiv 2{\pmod {10}}} oder {\displaystyle F_{n}\equiv 7{\pmod {10}}}. Weil aber Fermat-Zahlen immer ungerade sind, kann nur die Kongruenz {\displaystyle F_{n}\equiv 7{\pmod {10}}} zutreffen, was zu zeigen war.
Die Aussage, dass die letzten beiden Ziffern 17, 37, 57 oder 97 sind, kann man der Literatur entnehmen. {\displaystyle \Box }
- Sei {\displaystyle F_{n}=2^{2^{n}}+1} die {\displaystyle n}-te Fermat-Zahl. Dann gilt:

- {\displaystyle F_{n}} hat unendlich viele Darstellungen der Form {\displaystyle F_{n}=x^{2}-2y^{2}} mit {\displaystyle x,y\in \mathbb {N} } positiv ganzzahlig, für alle {\displaystyle n\geq 2}
- {\displaystyle F_{n}} hat mindestens eine Darstellung der Form {\displaystyle F_{n}=x^{2}-y^{2}} mit {\displaystyle x,y\in \mathbb {N} } positiv ganzzahlig. Ist {\displaystyle F_{n}} zusammengesetzt, gibt es mehrere Möglichkeiten dieser Darstellung.
- {\displaystyle F_{n}} kann niemals als Summe von zwei Primzahlen dargestellt werden, für alle {\displaystyle n\geq 2:}

{\displaystyle F_{n}\not =p_{1}+p_{2}} für alle {\displaystyle p_{1},p_{2}\in \mathbb {P} ,n\geq 2}
- {\displaystyle F_{n}} kann niemals als Differenz von zwei p-ten Potenzen geschrieben werden, wenn {\displaystyle F_{n}} und p ungerade Primzahlen sind:

{\displaystyle F_{n}\not =a^{p}-b^{p}} für alle {\displaystyle p\in \mathbb {P} ,\,p\not =2}
Beweis der ersten Behauptung: {\displaystyle F_{n}=x^{2}-2y^{2}}
Der Beweis funktioniert direkt.
Die Existenz einer solchen Darstellung konnte schon weiter oben mit {\displaystyle x:=F_{n-1}} und {\displaystyle y:=F_{n-2}-1} gezeigt werden: {\displaystyle F_{n}=x^{2}-2y^{2}=F_{n-1}^{2}-2\cdot (F_{n-2}-1)^{2}}
Um unendlich viele solche Darstellungen zu erhalten, betrachte man folgende Identität:
{\displaystyle {\begin{array}{rcl}(3x+4y)^{2}-2\cdot (2x+3y)^{2}&=&9x^{2}+24xy+16y^{2}-2\cdot (4x^{2}+12xy+9y^{2})\\&=&9x^{2}+24xy+16y^{2}-8x^{2}-24xy-18y^{2}\\&=&x^{2}-2y^{2}\end{array}}}
Weil {\displaystyle x,y\in \mathbb {N} } ist, gilt {\displaystyle 3x+4y>x} und {\displaystyle 2x+3y>y}. Somit kann man aus dem Darstellungspaar {\displaystyle (x,y)} für {\displaystyle F_{n}} ein (größeres) Darstellungspaar {\displaystyle (3x+4y,2x+3y)} für {\displaystyle F_{n}} konstruieren. Aus diesem kann man mit obiger Identität das nächste (größere) Darstellungspaar für {\displaystyle F_{n}} konstruieren und so fort. Man erhält also unendlich viele Darstellungspaare für {\displaystyle F_{n}} und somit auch unendlich viele Darstellungen von {\displaystyle F_{n}} der Form {\displaystyle F_{n}=x^{2}-2y^{2}}, was zu zeigen war. {\displaystyle \Box }
Beweis der zweiten Behauptung: {\displaystyle F_{n}=x^{2}-y^{2}}
Der Beweis funktioniert direkt.
Es gilt:
{\displaystyle F_{n}=2^{2^{n}}+1=2^{2^{n}}+2^{2^{n}}+1-2^{2^{n}}=2^{2^{n}}+2\cdot 2^{2^{n}-1}+1-2^{2^{n}}=\left(2^{2^{n}-1}+1\right)^{2}-\left(2^{2^{n}-1}\right)^{2}}
Somit hat man zwei Zahlen {\displaystyle x:=2^{2^{n}-1}+1} und {\displaystyle y:=2^{2^{n}-1}} gefunden, sodass {\displaystyle F_{n}=x^{2}-y^{2}}, also die Differenz von zwei Quadratzahlen, ist, was zu zeigen war.
Die Aussage, dass es mehrere solche Darstellungsmöglichkeiten als Differenz von zwei Quadratzahlen gibt, wenn {\displaystyle F_{n}} zusammengesetzt ist, kann man der Literatur entnehmen. {\displaystyle \Box }
Beweis der dritten Behauptung: {\displaystyle F_{n}\not =p_{1}+p_{2}}
Der Beweis funktioniert indirekt. Man startet mit einer Behauptung und zeigt, dass sie falsch ist, womit die Behauptung fallengelassen werden muss und das Gegenteil gilt.
Alle Fermat-Zahlen {\displaystyle F_{n}=2^{2^{n}}+1} sind als Summe einer geraden und einer ungeraden Zahl 1 immer ungerade Zahlen. Primzahlen sind, bis auf die erste Primzahl {\displaystyle p=2}, immer ungerade. Wenn also die ungerade Zahl {\displaystyle F_{n}} Summe von zwei Primzahlen sein soll, so dürfen nicht beide Primzahlen ungerade sein, weil die Summe zweier ungerader Zahlen eine gerade Zahl ergibt. Eine davon muss gerade sein. Weil es nur eine gerade Primzahl gibt, muss also 2 eine der beiden Summanden sein. Der andere prime Summand ist somit {\displaystyle F_{n}-2} und es gilt trivialerweise {\displaystyle F_{n}=2+(F_{n}-2)}. Es gilt aber:
{\displaystyle F_{n}-2=2^{2^{n}}+1-2=2^{2^{n}}-1=(2^{2^{n-1}}-1)\cdot (2^{2^{n-1}}+1)}
Somit ist aber {\displaystyle F_{n}-2} für {\displaystyle n\geq 2} zusammengesetzt und keine Primzahl, weil sogar der kleinere der beiden Faktoren {\displaystyle 2^{2^{n-1}}-1\geq 2^{2^{2-1}}-1=2^{2}-1=3} ist und somit eine nichttriviale Faktorisierung von {\displaystyle F_{n}-2} existiert. Wir erhalten einen Widerspruch. Die Annahme, dass man eine Fermat-Zahl als Summe zweier Primzahlen darstellen kann, muss fallengelassen werden, was zu zeigen war. {\displaystyle \Box }
Beweis der vierten Behauptung: {\displaystyle F_{n}\not =a^{p}-b^{p}}
Der Beweis funktioniert indirekt. Man startet mit einer Behauptung und zeigt, dass sie falsch ist, womit die Behauptung fallengelassen werden muss und das Gegenteil gilt.
Angenommen, {\displaystyle p\in \mathbb {P} } ist eine ungerade Primzahl und {\displaystyle F_{n}} kann dargestellt werden als Differenz von zwei p-ten Potenzen. Es sei also {\displaystyle F_{n}=a^{p}-b^{p}}. Dann gilt:
{\displaystyle F_{n}=a^{p}-b^{p}=(a-b)\cdot (a^{p-1}+a^{p-2}b+\ldots +ab^{p-2}+b^{p-1})} mit {\displaystyle a>b}
Weil {\displaystyle F_{n}} prim ist und somit nicht zwei Teiler haben darf, muss {\displaystyle a-b=1} sein. Wegen des kleinen fermatschen Satzes ist {\displaystyle a^{p}\equiv a{\pmod {p}}} und {\displaystyle b^{p}\equiv b{\pmod {p}}} und somit gilt:
{\displaystyle F_{n}=a^{p}-b^{p}\equiv a-b\equiv 1{\pmod {p}}}
Somit muss {\displaystyle p} ein Teiler von {\displaystyle F_{n}-1=2^{2^{n}}+1-1=2^{2^{n}}} sein, was aber nicht sein kann, weil {\displaystyle 2^{2^{n}}} nur Zweierpotenzen als Teiler hat.
Die Annahme muss also fallengelassen werden, {\displaystyle F_{n}} kann daher nicht dargestellt werden als Differenz von zwei p-ten Potenzen.
Was zu zeigen war. {\displaystyle \Box }
- Sei {\displaystyle F_{n}=2^{2^{n}}+1} die {\displaystyle n}-te Fermat-Zahl und sei {\displaystyle D(n)} die Anzahl der Stellen von {\displaystyle F_{n}}. Dann gilt:[21]

{\displaystyle D(n)=\lfloor \log _{10}\left(2^{2^{n}}+1\right)+1\rfloor \approx \lfloor \log _{10}2^{2^{n}}+1\rfloor =\lfloor 2^{n}\cdot \log _{10}2+1\rfloor }
wobei mit {\displaystyle \lfloor x\rfloor } die Floor-Funktion gemeint ist (also die größte ganze Zahl, die kleiner oder gleich {\displaystyle x} ist)
- Sei {\displaystyle F_{n}=2^{2^{n}}+1} die {\displaystyle n}-te Fermat-Zahl mit {\displaystyle n\geq 1}. Dann gilt:

{\displaystyle F_{n}} ist eine Primzahl genau dann, wenn gilt: {\displaystyle 3^{\frac {F_{n}-1}{2}}\equiv -1{\pmod {F_{n}}}}
Mit anderen Worten: Für {\displaystyle n\geq 1} gilt:
{\displaystyle F_{n}\in \mathbb {P} \Longleftrightarrow 3^{\frac {F_{n}-1}{2}}\equiv -1{\pmod {F_{n}}}}
Dieser Satz nennt sich Pépin-Test.
Der Beweis funktioniert direkt. Man startet mit dem linken Teil der Aussage und zeigt, dass daraus die rechte folgert. Danach startet man mit dem rechten Teil der Aussage und zeigt, dass daraus die linke Seite folgert.
Beweis:
„{\displaystyle \Rightarrow }“: Sei {\displaystyle F_{n}\in \mathbb {P} } eine Primzahl mit {\displaystyle n\geq 1}. Man muss zeigen, dass {\displaystyle 3^{\frac {F_{n}-1}{2}}\equiv -1\mod F_{n}} ist.
Es gilt nach dem Eulerschein Kriterium für das Legendre-Symbol die folgende Kongruenz:
{\displaystyle 3^{\frac {F_{n}-1}{2}}\equiv \left({\frac {3}{F_{n}}}\right)\mod F_{n}}
Weil {\displaystyle F_{n}\equiv 1{\pmod {4}}} und {\displaystyle F_{n}\equiv 2{\pmod {3}}} gilt (wurde weiter oben bewiesen), erhält man wegen des Quadratischen Reziprozitätsgesetzes für das Legendre-Symbol:
{\displaystyle \left({\frac {3}{F_{n}}}\right)=\left({\frac {F_{n}}{3}}\right)=\left({\frac {2}{3}}\right)=(-1)^{\frac {3^{2}-1}{8}}=-1}
Somit erhält man:
{\displaystyle 3^{\frac {F_{n}-1}{2}}\equiv \left({\frac {3}{F_{n}}}\right)=-1\mod F_{n}}
Damit ist eine Richtung des obigen Satzes gezeigt worden.
„{\displaystyle \Leftarrow }“: Sei nun {\displaystyle 3^{\frac {F_{n}-1}{2}}\equiv -1\mod F_{n}}. Man muss zeigen, dass {\displaystyle F_{n}\in \mathbb {P} } eine Primzahl ist.
Quadriert man diese Kongruenz, erhält man:
{\displaystyle (3^{\frac {F_{n}-1}{2}})^{2}=3^{F_{n}-1}\equiv (-1)^{2}=1\mod F_{n}}
Nach dem verbesserten Lucas-Test folgt, dass {\displaystyle F_{n}} prim ist (weil {\displaystyle F_{n}-1=2^{2^{n}}+1-1=2^{2^{n}}} nur einen einzigen Primteiler, nämlich {\displaystyle p=2} hat und für diesen Primfaktor {\displaystyle p=2} auch laut Voraussetzung {\displaystyle 3^{\frac {F_{n}-1}{p}}=3^{\frac {F_{n}-1}{2}}\equiv -1\not \equiv 1{\pmod {F_{n}}}} gilt).
Damit sind beide Richtungen obiger Aussage bewiesen, sie hat sich somit als richtig herausgestellt. {\displaystyle \Box }
- Für {\displaystyle n\geq 2} gilt:[22]

{\displaystyle F_{n}^{\frac {F_{n+1}-1}{2}}\equiv 1{\pmod {F_{n+1}}}}
- Sei {\displaystyle n\geq 2}, {\displaystyle k\geq 1} und {\displaystyle F_{n+k}} prim. Dann gilt:[22]

{\displaystyle F_{n}^{\frac {F_{n+k}-1}{2}}\equiv 1{\pmod {F_{n+k}}}}
Der Beweis funktioniert direkt. Man startet mit einer bekannten richtigen Aussage und beweist mittels Umformungen und Modulo-Rechnungen das Gewünschte.
Beweis der ersten Behauptung:
{\displaystyle F_{n}^{2}=(2^{2^{n}}+1)^{2}={\color {red}2^{2^{n+1}}+1}+2\cdot 2^{2^{n}}={\color {red}F_{n+1}}+2\cdot 2^{2^{n}}\equiv 2\cdot 2^{2^{n}}{\pmod {F_{n+1}}}}
Somit gilt:
{\displaystyle F_{n}^{2^{2}}\equiv (2\cdot 2^{2^{n}})^{2}=4\cdot 2^{2^{n+1}}=4\cdot (F_{n+1}-1)=4\cdot F_{n+1}-4\equiv -4\equiv -2^{2}{\pmod {F_{n+1}}}}
Für {\displaystyle k\geq 3} erhält man:
{\displaystyle F_{n}^{2^{k}}=(F_{n}^{2^{2}})^{2^{k-2}}\equiv (-2^{2})^{2^{k-2}}\equiv 2^{2^{k-1}}{\pmod {F_{n+1}}}}
Setzt man nun {\displaystyle k=2^{n+1}-1} in obiges Ergebnis ein, dann erhält man:
{\displaystyle F_{n}^{2^{2^{n+1}-1}}=F_{n}^{\frac {2^{2^{n+1}}}{2}}=F_{n}^{\frac {{\color {red}2^{2^{n+1}}+1}-1}{2}}=F_{n}^{\frac {{\color {red}F_{n+1}}-1}{2}}\equiv 2^{2^{2^{n+1}-2}}{\pmod {F_{n+1}}}}
Die Zahl {\displaystyle 2^{2^{n+1}-2}} ist als Potenz von 2 durch jede kleinere Potenz von 2 teilbar, somit für {\displaystyle n\geq 2} auch durch {\displaystyle 2^{n+1}}. Es existiert also eine positive ganze Zahl {\displaystyle N\in \mathbb {N} } mit {\displaystyle 2^{2^{n+1}-2}=2^{n+1}\cdot 2N}. Wenn man dies in obiges Ergebnis einsetzt, erhält man:
{\displaystyle F_{n}^{\frac {F_{n+1}-1}{2}}\equiv 2^{2^{2^{n+1}-2}}=(2^{2^{n+1}})^{2N}=({\color {red}2^{2^{n+1}}+1}-1)^{2N}=({\color {red}F_{n+1}}-1)^{2N}\equiv (-1)^{2N}\equiv 1{\pmod {F_{n+1}}}}
Womit die erste Behauptung bewiesen ist. {\displaystyle \Box }
- Sei {\displaystyle F_{n}} eine Primzahl und {\displaystyle a\in \mathbb {Z} } eine ganze Zahl. Dann gilt für jede prime Fermat-Zahl {\displaystyle F_{k}} mit {\displaystyle F_{k}\leq F_{n}}:[23]

{\displaystyle F_{k}} teilt {\displaystyle a^{F_{n}}-a}
Der Beweis funktioniert direkt. Man startet mit einer bekannten richtigen Aussage und beweist das Gewünschte.
Beweis:
Sei {\displaystyle F_{k}} eine prime Fermat-Zahl mit {\displaystyle 0\leq k\leq n}.
Sei weiters {\displaystyle F_{k}} ein Teiler von {\displaystyle a}. Dann ist {\displaystyle F_{k}} auch ein Teiler von {\displaystyle a^{F_{n}}} und somit auch Teiler der Differenz. Also gilt:
{\displaystyle F_{k}} teilt {\displaystyle a^{F_{n}}-a=a\cdot (a^{F_{n}-1}-1)}
Sei nun {\displaystyle F_{k}} kein Teiler von {\displaystyle a}. Dann gilt wegen des kleinen fermatschen Satzes: {\displaystyle a^{F_{k}-1}\equiv 1{\pmod {F_{k}}}} und somit:
{\displaystyle F_{k}} teilt {\displaystyle a^{F_{k}-1}-1}
Weil aber jede kleine Zweierpotenz jede größere Zweierpotenz teilt, gilt auch:
{\displaystyle F_{k}-1=2^{2^{k}}+1-1=2^{2^{k}}} teilt {\displaystyle 2^{2^{n}}=2^{2^{n}}+1-1=F_{n}-1}
Weiters gilt bei mehrfacher Anwendung der dritten binomischen Formel:
{\displaystyle a^{F_{k}-1}-1=a^{2^{2^{k}}+1-1}-1=a^{2^{2^{k}}}-1^{2}} teilt {\displaystyle a^{2^{2^{n}}}-1^{2}=a^{2^{2^{n}}+1-1}-1=a^{F_{n}-1}-1}
Obige Ergebnisse zusammengefasst ergibt:
{\displaystyle F_{k}} teilt {\displaystyle a^{F_{k}-1}-1} teilt {\displaystyle a^{F_{n}-1}-1} teilt {\displaystyle a\cdot (a^{F_{n}-1}-1)=a^{F_{n}}-a}
Was zu zeigen war. {\displaystyle \Box }
- Sei {\displaystyle H_{n}:=2^{2^{n+1}}+2^{2^{n}}+1}. Dann gilt:[24]

{\displaystyle H_{n}=(F_{n-1}^{2}-3F_{n-1}+3)\cdot H_{n-1}} für alle {\displaystyle n\geq 1}
Der Beweis funktioniert direkt.
Beweis:
Man betrachte die folgende Identität unter Verwendung der dritten binomischen Formel:
{\displaystyle {\begin{array}{rcll}\left[(x+1)^{2}-3(x+1)+3\right]\cdot (x^{2}+x+1)&=&(x^{2}+2x+1-3x-3+3)\cdot (x^{2}+x+1)&\\&=&(x^{2}-x+1)\cdot (x^{2}+x+1)&\\&=&((x^{2}+1)-x)\cdot ((x^{2}+1)+x)&{\text{(dritte binomische Formel)}}\\&=&(x^{2}+1)^{2}-x^{2}&\\&=&x^{4}+2x^{2}+1-x^{2}&\\&=&x^{4}+x^{2}+1&\end{array}}}
Wenn man nun {\displaystyle x:=2^{2^{n-1}}} substituiert, sich ins Gedächtnis zurückruft, dass Fermatzahlen die Form {\displaystyle F_{n-1}=2^{2^{n-1}}+1} haben und dass laut Definition {\displaystyle H_{n-1}:=2^{2^{n}}+2^{2^{n-1}}+1=(2^{2^{n-1}})^{2}+2^{2^{n-1}}+1} ist, erhält man das gewünschte Ergebnis:
{\displaystyle {\begin{array}{rcl}({\color {red}F_{n-1}}^{2}-3{\color {red}F_{n-1}}+3)\cdot {\color {blue}H_{n-1}}&=&\left[({\color {red}2^{2^{n-1}}+1})^{2}-3({\color {red}2^{2^{n-1}}+1})+3\right]\cdot ({\color {blue}({2^{2^{n-1}}})^{2}+2^{2^{n-1}}+1})\\&=&\left[(x+1)^{2}-3(x+1)+3\right]\cdot (x^{2}+x+1)\\&=&x^{4}+x^{2}+1\\&=&(2^{2^{n-1}})^{4}+(2^{2^{n-1}})^{2}+1\\&=&2^{2^{2}\cdot 2^{n-1}}+2^{2\cdot 2^{n-1}}+1\\&=&2^{2^{n+1}}+2^{2^{n}}+1\\&=&H_{n}\end{array}}}
Was zu zeigen war. {\displaystyle \Box }
- Sei {\displaystyle n^{n}+1} eine Primzahl. Dann gilt:[25][26]

- {\displaystyle n=F_{m}-1=2^{2^{m}}} mit einer positiven ganzen Zahl {\displaystyle m\in \mathbb {N} }
- {\displaystyle n^{n}+1=F_{2^{m}+m}}

Beweis von Teil 1 durch Widerspruch: Man führt die Annahme, dass das zu Beweisende falsch sei, zu einem Widerspruch (analog zum Beweis weiter oben).
Annahme: {\displaystyle n^{n}+1} ist prim und die Hochzahl {\displaystyle n} hat einen ungeraden Teiler {\displaystyle c>1}.
Dann gilt
{\displaystyle n^{n}+1=n^{{\frac {n}{c}}\cdot c}+1=(n^{\frac {n}{c}})^{c}+1^{c}}
mit einer ganzen Zahl {\displaystyle {\frac {n}{c}}}. Nach Annahme ist {\displaystyle c} ungerade, also ist diese Summe bekanntlich durch die Summe {\displaystyle n^{\frac {n}{c}}+1} der beiden Basen teilbar:
{\displaystyle n^{n}+1=(n^{\frac {n}{c}})^{c}+1^{c}=(n^{\frac {n}{c}}+1)\cdot \sum _{j=0}^{c-1}(-1)^{j}\cdot (n^{\frac {n}{c}})^{j}}
Weil die Zahl {\displaystyle n^{n}+1} prim ist, muss ihr Teiler {\displaystyle n^{\frac {n}{c}}+1} gleich 1 oder gleich {\displaystyle n^{n}+1} sein. Aber im Widerspruch dazu ist {\displaystyle n^{\frac {n}{c}}+1} (wegen {\displaystyle n^{\frac {n}{c}}>0}) größer als 1 und (wegen {\displaystyle {\frac {n}{c}}<n}) kleiner als {\displaystyle n^{n}+1}. Die Annahme, dass {\displaystyle n^{n}+1} prim ist und {\displaystyle n} einen ungeraden Teiler {\displaystyle c>1} hat, muss daher fallengelassen werden: {\displaystyle n^{n}+1} kann nur prim sein, wenn {\displaystyle n} eine Zweierpotenz {\displaystyle 2^{k}} mit {\displaystyle k\geq 0} ist.
Es ist also {\displaystyle n^{n}+1=(2^{k})^{2^{k}}+1=2^{k\cdot 2^{k}}+1} und {\displaystyle n^{n}} ist somit eine Zweierpotenz.
Es wurde aber weiter oben gezeigt, dass eine Zahl der Form {\displaystyle 2^{t}+1} nur dann eine Primzahl ist, wenn die Hochzahl (also der Exponent) selbst eine Zweierpotenz ist. Es gibt also ein {\displaystyle t\in \mathbb {N} _{0}}, sodass {\displaystyle k\cdot 2^{k}=2^{t}} ist. Somit muss {\displaystyle k} selbst eine Zweierpotenz (also ohne ungerade Teiler) sein, daher gibt es ein {\displaystyle m\in \mathbb {N} _{0}}, sodass {\displaystyle k=2^{m}} ist. Es ist also {\displaystyle n=2^{k}=2^{2^{m}}=2^{2^{m}}+1-1=F_{m}-1}, was als Erstes zu zeigen war.
Weiters gilt also {\displaystyle n^{n}+1=(2^{k})^{(2^{k})}+1=(2^{2^{m}})^{(2^{2^{m}})}+1=2^{2^{m}\cdot 2^{2^{m}}}+1=2^{2^{m+2^{m}}}+1=2^{2^{2^{m}+m}}+1=F_{2^{m}+m}}, was zu zeigen war. {\displaystyle \Box }
Beispiele:
Für {\displaystyle m=0} erhält man {\displaystyle n^{n}+1=F_{2^{0}+0}=F_{1}=5\in \mathbb {P} }
Für {\displaystyle m=1} erhält man {\displaystyle n^{n}+1=F_{2^{1}+1}=F_{3}=257\in \mathbb {P} }
Für {\displaystyle m=2} erhält man {\displaystyle n^{n}+1=F_{2^{2}+2}=F_{6}=18.446.744.073.709.551.617\not \in \mathbb {P} } (eine 20-stellige Zahl)
Für {\displaystyle m=3} erhält man {\displaystyle n^{n}+1=F_{2^{3}+3}=F_{11}\not \in \mathbb {P} } (eine 617-stellige Zahl)
Für {\displaystyle m=4} erhält man {\displaystyle n^{n}+1=F_{2^{4}+4}=F_{20}\not \in \mathbb {P} } (eine 315653-stellige Zahl)
Auch für {\displaystyle m=5} (eine 41373247568-stellige Zahl) und {\displaystyle m=11} (die Anzahl der Stellen dieser Zahl hat 620 Stellen) erhält man keine Primzahlen. Für alle anderen {\displaystyle m} ist noch nicht bekannt, ob es sich um Primzahlen handelt oder nicht.
Könnte man zeigen, dass es keine weiteren Primzahlen der Form {\displaystyle n^{n}+1} gibt, so wäre gleichzeitig auch bewiesen, dass es unendlich viele zusammengesetzte Fermat-Zahlen gibt.
- Sei {\displaystyle n^{n^{n}}+1} eine Primzahl. Dann gilt:[26]

- {\displaystyle n=F_{m}-1=2^{2^{m}}} mit einer positiven ganzen Zahl {\displaystyle m\in \mathbb {N} }
- {\displaystyle n^{n^{n}}+1=F_{2^{2^{m}+m}+m}}

- Die Menge aller quadratischen Nichtreste einer primen Fermat-Zahl ist gleich der Menge aller ihrer Primitivwurzeln.[27]

- Zwei Fermat-Zahlen sind gleich oder teilerfremd, wie aus der letzten Aussage folgt (Goldbachs Theorem, nach Christian Goldbach, 1730). Daraus lässt sich folgern, dass es unendlich viele Primzahlen gibt (siehe auch Beweisarchiv).

- Die Summe der Kehrwerte aller Fermat-Zahlen ist eine irrationale Zahl (bewiesen von Solomon W. Golomb im Jahr 1963).[28] Es gilt:

{\displaystyle \sum _{n=0}^{\infty }{\frac {1}{F_{n}}}=\sum _{n=0}^{\infty }{\frac {1}{2^{2^{n}}+1}}\approx 0{,}59606317211782167942379392586279} (Folge A051158 in OEIS)
- Keine Fermat-Zahl ist eine perfekte Zahl. Keine Fermat-Zahl ist Teil eines Paares befreundeter Zahlen (bewiesen von Florian Luca im Jahr 2000).[29]

- Die Summe der Kehrwerte aller Primteiler von Fermat-Zahlen ist konvergent (bewiesen von Michal Křížek, Florian Luca und Lawrence Somer im Jahr 2002).[30] Mit anderen Worten:

Sei {\displaystyle P_{F}\subset \mathbb {P} } die Menge aller Primzahlen, die irgendeine Fermat-Zahl {\displaystyle F_{n}} teilen. Dann gilt:
{\displaystyle \sum _{p\in P_{F}}{\frac {1}{p}}} ist konvergent.
- Sei {\displaystyle p(F_{n})} der größte Primteiler der Fermat-Zahl {\displaystyle F_{n}}. Dann gilt:[31]

{\displaystyle p(F_{n})\geq 2^{n+2}\cdot (4n+9)+1}
für alle  {\displaystyle n\geq 4} (bewiesen von Aleksander Grytczuk, Florian Luca und Marek Wójtowicz im Jahr 2001).
- Jede zusammengesetzte Fermat-Zahl ist eine starke Pseudoprimzahl zur Basis 2, weil für alle Fermat-Zahlen gilt:[32]

{\displaystyle 2^{2^{r}}\equiv -1{\pmod {F_{n}}}}
für mindestens ein {\displaystyle 0\leq r<2^{n}} (im Speziellen für {\displaystyle r=n}).
- Jede zusammengesetzte Fermat-Zahl ist eine eulersche Pseudoprimzahl zur Basis 2, weil für alle Fermat-Zahlen gilt:[32]

{\displaystyle 2^{\frac {F_{n}-1}{2}}=2^{2^{n}-1}\equiv \pm 1{\pmod {F_{n}}}}
- Jede zusammengesetzte Fermat-Zahl {\displaystyle F_{n}} ist eine fermatsche Pseudoprimzahl zur Basis 2. Das heißt, für alle Fermat-Zahlen gilt:

{\displaystyle 2^{F_{n}-1}\equiv 1{\pmod {F_{n}}}}
- Eine prime Fermat-Zahl {\displaystyle F_{n}} ist niemals eine Wieferich-Primzahl.[33] Das heißt, für alle primen Fermat-Zahlen gilt:

{\displaystyle 2^{F_{n}-1}\not \equiv 1{\pmod {F_{n}^{2}}}}
- Ein Produkt

{\displaystyle F_{a}\cdot F_{b}\cdot \ldots \cdot F_{s}}
von Fermat-Zahlen mit {\displaystyle a>b>\ldots >s>1} ist eine fermatsche Pseudoprimzahl zur Basis 2 genau dann, wenn {\displaystyle 2^{s}>a} (bewiesen von Michele Cipolla im Jahr 1904).
- Jede Fermat-Zahl {\displaystyle F_{n}} hat im Binärsystem die Form

{\displaystyle F_{n}=1\;\!000\ldots 000\;\!1}
mit {\displaystyle 2^{n}-1} Nullen zwischen den beiden Einsen am Anfang und Ende.
Jede Fermat-Zahl ab {\displaystyle F_{2}} hat im Hexadezimalsystem die Form
{\displaystyle F_{n}=1\;\!000\ldots 000\;\!1}
mit {\displaystyle 2^{n-2}-1} Nullen zwischen den beiden Einsen am Anfang und Ende.

## Ungelöste Probleme
- Ist Fn eine zusammengesetzte Zahl für alle n ≥ 5?
- Gibt es unendlich viele zusammengesetzte Fermatsche Zahlen? (Diese Behauptung ist etwas schwächer als die vorherige.)
- Gibt es unendlich viele Fermatsche Primzahlen? (Diese Behauptung steht nicht im Widerspruch zur vorherigen; es könnten beide Behauptungen gelten. Es ist allerdings äußerst unwahrscheinlich, wie der untere Abschnitt zeigt.)
- Gibt es Fermatsche Zahlen, die nicht quadratfrei sind?

## Warum es wahrscheinlich keine weiteren Fermat-Primzahlen gibt
Man kann heuristisch annehmen, dass {\displaystyle F_{4}=65537} die letzte (und somit auch die größte) Fermat-Primzahl ist. Die Überlegungen dafür sind die folgenden:
Der Primzahlsatz gibt an, dass eine zufällige ganze Zahl in einem geeigneten Intervall um {\displaystyle n} mit einer Wahrscheinlichkeit von etwa {\displaystyle {\tfrac {1}{\ln n}}} eine Primzahl ist. Wenn man nun heuristisch davon ausgeht, dass diese Aussage auch für Fermat-Primzahlen gilt, gepaart mit der Tatsache, dass die Fermat-Zahlen {\displaystyle F_{5},\ldots F_{32}} alle zusammengesetzt sind, kommt man für größere Fermat-Primzahlen zu folgendem Ergebnis:
Die Wahrscheinlichkeit, dass {\displaystyle F_{n}} eine Fermat-Primzahl ist, beträgt höchstens {\displaystyle {\tfrac {4}{2^{n}}}}.
Für eine neue, noch unbekannte Fermat-Primzahl {\displaystyle F_{n}} muss {\displaystyle n\geq 33} sein. Somit beträgt die erwartete Anzahl an neuen, noch unbekannten Fermat-Primzahlen höchstens
{\displaystyle {\frac {4}{2^{33}}}+{\frac {4}{2^{34}}}+{\frac {4}{2^{35}}}+\ldots ={\frac {4}{2^{32}}}={\frac {1}{2^{30}}}<{\frac {1}{10^{9}}}}
Die Wahrscheinlichkeit, dass es noch eine weitere Fermat-Primzahl {\displaystyle F_{n}>F_{4}} gibt, beträgt also weniger als 1 zu einer Milliarde, weswegen man davon ausgehen kann, dass es wahrscheinlich keine weiteren gibt.

## Geometrische Anwendung der Fermatschen Primzahlen

Anzahl der Seiten bekannter konstruierbarer Polygone.
Rot: Seitenzahlen der 31 bekannten regulären Polygone mit ungerader Seitenzahl (Lesart von oben nach unten: Gleichseitiges Dreieck – regelmäßiges Fünfeck – regelmäßiges Fünfzehneck - … – 4294967295-Eck)
Schwarz: Seitenzahlen der (unendlich vielen) bekannten Polygone mit gerader Seitenzahl

Carl Friedrich Gauß zeigte (in seinem Lehrbuch Disquisitiones Arithmeticae), dass es einen Zusammenhang zwischen der Konstruktion von regelmäßigen Polygonen und den Fermatschen Primzahlen gibt:
Ein regelmäßiges Polygon mit n Seiten kann dann und nur dann mit Zirkel und Lineal konstruiert werden, wenn n
- eine Potenz von 2 oder
- eine Potenz von 2 multipliziert mit paarweise verschiedenen Fermatschen Primzahlen ist.

Mit anderen Worten:
Ein {\displaystyle n}-seitiges regelmäßiges Polygon kann mit Zirkel und Lineal konstruiert werden{\displaystyle \qquad \Longleftrightarrow }
{\displaystyle n=2^{k}\cdot p_{1}\cdot p_{2}\cdot \dotso \cdot p_{s}}  mit {\displaystyle k\in \mathbb {N} _{0}} und paarweise verschiedenen Fermatschen Primzahlen {\displaystyle p_{1},p_{2},\dotsc ,p_{s}}
Konkret zeigte Gauß die Konstruierbarkeit des regelmäßigen Siebzehnecks.
Die nach der obigen Formel konstruierbaren regelmäßigen Polygone lassen sich in zwei Gruppen unterteilen: solche mit ungerader Seitenzahl und solche mit gerader Seitenzahl. Alle Polygone, in denen {\displaystyle k>0} ist, sind offensichtlich solche mit gerader Seitenzahl (durch 2 teilbar). Alle Polygone mit {\displaystyle k=0} sind solche mit ungerader Seitenzahl (ein Produkt von Primzahlen größer als 2 ist immer eine ungerade Zahl). Da nur endlich viele Fermatsche Primzahlen bekannt sind, ist auch die Anzahl der bekannten, mit Zirkel und Lineal konstruierbaren, regulären Polygone mit ungerader Seitenzahl begrenzt. Unter diesen ist das 4294967295-Eck ({\displaystyle \scriptstyle \prod _{i=1}^{5}p_{i}}) dasjenige mit der größten Eckenzahl.

## Verallgemeinerte Fermatsche Zahlen
Eine Zahl der Form {\displaystyle b^{2^{n}}+a^{2^{n}}} mit zwei teilerfremden natürlichen Zahlen a > 0 und b > 0 heißt verallgemeinerte Fermatsche Zahl. Ist eine solche Zahl prim, dann heißt sie verallgemeinerte Fermatsche Primzahl.
Insgesamt sind schon über 11719 Faktoren von verallgemeinerten zusammengesetzten Fermat-Zahlen bekannt (Stand: 13. August 2018). Davon wurden alleine über 5100 von Anders Björn und Hans Riesel vor 1998 entdeckt.
Ist a = 1, so werden die so erhaltenen verallgemeinerten Fermatschen Zahlen üblicherweise mit
{\displaystyle F_{n}(b)=b^{2^{n}}+1}
bezeichnet. Die Zahl b nennt man Basis.
Ist a = 1 und b = 2, so handelt es sich um die schon weiter oben erwähnten Fermat-Zahlen
{\displaystyle F_{n}(2)=F_{n}=2^{2^{n}}+1}.
Es folgt eine Auflistung der ersten verallgemeinerten Fermatschen Primzahlen der Form {\displaystyle F_{n}(b,a)={\frac {b^{2^{n}}+a^{2^{n}}}{\operatorname {ggT} (b+a,2)}}}. Die beiden Basen {\displaystyle b} und {\displaystyle a} müssen, damit {\displaystyle F_{n}(b,a)} prim sein kann, teilerfremd sein. Außerdem ist es auch notwendig, dass man {\displaystyle F_{n}(b,a)} durch den größten gemeinsamen Teiler {\displaystyle {\operatorname {ggT} (b+a,2)}} dividiert, da die Zahl {\displaystyle b^{2^{n}}+a^{2^{n}}} bei ungeradem {\displaystyle b} und {\displaystyle a} immer eine gerade Zahl wäre und somit niemals eine Primzahl sein könnte. Weiters kann man ohne Einschränkung annehmen, dass {\displaystyle a<b} sein muss, da man bei {\displaystyle F_{n}(b,a)} das {\displaystyle a} bedenkenlos mit {\displaystyle b} vertauschen kann und somit zum Beispiel {\displaystyle F_{n}(5,9)=F_{n}(9,5)} ist. Der Fall {\displaystyle a=b} führt niemals zu Primzahlen, da dann {\displaystyle F_{n}(b,a)=F_{n}(b,b)={\frac {b^{2^{n}}+b^{2^{n}}}{\operatorname {ggT} (b+b,2)}}={\frac {2b^{2^{n}}}{2}}=b^{2^{n}}} wäre und sicher nicht prim ist (es wären in diesem Fall auch die beiden Basen {\displaystyle b} und {\displaystyle b} nicht wie vorausgesetzt teilerfremd).
| b | a | {\displaystyle F_{n}(b,a)}                       | {\displaystyle n}, für das {\displaystyle F_{n}(b,a)} prim ist |
| - | - | ------------------------------------------------ | -------------------------------------------------------------- |
| 2 | 1 | {\displaystyle 2^{2^{n}}+1^{2^{n}}}              | 0, 1, 2, 3, 4, …                                               |
| 3 | 1 | {\displaystyle {\frac {3^{2^{n}}+1^{2^{n}}}{2}}} | 0, 1, 2, 4, 5, 6, …                                            |
| 3 | 2 | {\displaystyle 3^{2^{n}}+2^{2^{n}}}              | 0, 1, 2, …                                                     |
| 4 | 1 | {\displaystyle 4^{2^{n}}+1^{2^{n}}}              | 0, 1, 2, 3, …                                                  |
| 4 | 3 | {\displaystyle 4^{2^{n}}+3^{2^{n}}}              | 0, 2, 4, …                                                     |
| 5 | 1 | {\displaystyle {\frac {5^{2^{n}}+1^{2^{n}}}{2}}} | 0, 1, 2 …                                                      |
| 5 | 2 | {\displaystyle 5^{2^{n}}+2^{2^{n}}}              | 0, 1, 2, …                                                     |
| 5 | 3 | {\displaystyle {\frac {5^{2^{n}}+3^{2^{n}}}{2}}} | 1, 2, 3, …                                                     |
| 5 | 4 | {\displaystyle 5^{2^{n}}+4^{2^{n}}}              | 1, 2, …                                                        |
| 6 | 1 | {\displaystyle 6^{2^{n}}+1^{2^{n}}}              | 0, 1, 2, …                                                     |
| 6 | 5 | {\displaystyle 6^{2^{n}}+5^{2^{n}}}              | 0, 1, 3, 4, …                                                  |
| 7 | 1 | {\displaystyle {\frac {7^{2^{n}}+1^{2^{n}}}{2}}} | 2, …                                                           |
| 7 | 2 | {\displaystyle 7^{2^{n}}+2^{2^{n}}}              | 1, 2, …                                                        |
| 7 | 3 | {\displaystyle {\frac {7^{2^{n}}+3^{2^{n}}}{2}}} | 0, 1, 8, …                                                     |
| 7 | 4 | {\displaystyle 7^{2^{n}}+4^{2^{n}}}              | 0, 2, …                                                        |
| 7 | 5 | {\displaystyle {\frac {7^{2^{n}}+5^{2^{n}}}{2}}} | 1, 4, …                                                        |
| 7 | 6 | {\displaystyle 7^{2^{n}}+6^{2^{n}}}              | 0, 2, 4, …                                                     |
| 8 | 1 | {\displaystyle 8^{2^{n}}+1^{2^{n}}}              | es gibt keine Primzahlen dieser Form                           |
| 8 | 3 | {\displaystyle 8^{2^{n}}+3^{2^{n}}}              | 0, 1, 2, …                                                     |
| 8 | 5 | {\displaystyle 8^{2^{n}}+5^{2^{n}}}              | 0, 1, 2, …                                                     |

| b  | a | {\displaystyle F_{n}(b,a)}                        | {\displaystyle n}, für das {\displaystyle F_{n}(b,a)} prim ist |
| -- | - | ------------------------------------------------- | -------------------------------------------------------------- |
| 8  | 7 | {\displaystyle 8^{2^{n}}+7^{2^{n}}}               | 1, 4, …                                                        |
| 9  | 1 | {\displaystyle {\frac {9^{2^{n}}+1^{2^{n}}}{2}}}  | 0, 1, 3, 4, 5, …                                               |
| 9  | 2 | {\displaystyle 9^{2^{n}}+2^{2^{n}}}               | 0, 2, …                                                        |
| 9  | 4 | {\displaystyle 9^{2^{n}}+4^{2^{n}}}               | 0, 1, …                                                        |
| 9  | 5 | {\displaystyle {\frac {9^{2^{n}}+5^{2^{n}}}{2}}}  | 0, 1, 2, …                                                     |
| 9  | 7 | {\displaystyle {\frac {9^{2^{n}}+7^{2^{n}}}{2}}}  | 2, …                                                           |
| 9  | 8 | {\displaystyle 9^{2^{n}}+8^{2^{n}}}               | 0, 2, 5, …                                                     |
| 10 | 1 | {\displaystyle 10^{2^{n}}+1^{2^{n}}}              | 0, 1, …                                                        |
| 10 | 3 | {\displaystyle 10^{2^{n}}+3^{2^{n}}}              | 0, 1, 3, …                                                     |
| 10 | 7 | {\displaystyle 10^{2^{n}}+7^{2^{n}}}              | 0, 1, 2, …                                                     |
| 10 | 9 | {\displaystyle 10^{2^{n}}+9^{2^{n}}}              | 0, 1, 2, …                                                     |
| 11 | 1 | {\displaystyle {\frac {11^{2^{n}}+1^{2^{n}}}{2}}} | 1, 2, …                                                        |
| 11 | 2 | {\displaystyle 11^{2^{n}}+2^{2^{n}}}              | 0, 2, …                                                        |
| 11 | 3 | {\displaystyle {\frac {11^{2^{n}}+3^{2^{n}}}{2}}} | 0, 3, …                                                        |
| 11 | 4 | {\displaystyle 11^{2^{n}}+4^{2^{n}}}              | 1, 2, …                                                        |
| 11 | 5 | {\displaystyle {\frac {11^{2^{n}}+5^{2^{n}}}{2}}} | 1, …                                                           |
| 11 | 6 | {\displaystyle 11^{2^{n}}+6^{2^{n}}}              | 0, 1, 2, …                                                     |
| 11 | 7 | {\displaystyle {\frac {11^{2^{n}}+7^{2^{n}}}{2}}} | 2, 4, 5, …                                                     |
| 11 | 8 | {\displaystyle 11^{2^{n}}+8^{2^{n}}}              | 0, 6, …                                                        |
| 11 | 9 | {\displaystyle {\frac {11^{2^{n}}+9^{2^{n}}}{2}}} | 1, 2, …                                                        |

| b  | a  | {\displaystyle F_{n}(b,a)}                         | {\displaystyle n}, für das {\displaystyle F_{n}(b,a)} prim ist |
| -- | -- | -------------------------------------------------- | -------------------------------------------------------------- |
| 11 | 10 | {\displaystyle 11^{2^{n}}+10^{2^{n}}}              | 5, …                                                           |
| 12 | 1  | {\displaystyle 12^{2^{n}}+1^{2^{n}}}               | 0, …                                                           |
| 12 | 5  | {\displaystyle 12^{2^{n}}+5^{2^{n}}}               | 0, 4, …                                                        |
| 12 | 7  | {\displaystyle 12^{2^{n}}+7^{2^{n}}}               | 0, 1, 3, …                                                     |
| 12 | 11 | {\displaystyle 12^{2^{n}}+11^{2^{n}}}              | 0, …                                                           |
| 13 | 1  | {\displaystyle {\frac {13^{2^{n}}+1^{2^{n}}}{2}}}  | 0, 2, 3, …                                                     |
| 13 | 2  | {\displaystyle 13^{2^{n}}+2^{2^{n}}}               | 1, 3, 9, …                                                     |
| 13 | 3  | {\displaystyle {\frac {13^{2^{n}}+3^{2^{n}}}{2}}}  | 1, 2, …                                                        |
| 13 | 4  | {\displaystyle 13^{2^{n}}+4^{2^{n}}}               | 0, 2, …                                                        |
| 13 | 5  | {\displaystyle {\frac {13^{2^{n}}+5^{2^{n}}}{2}}}  | 1, 2, 4, …                                                     |
| 13 | 6  | {\displaystyle 13^{2^{n}}+6^{2^{n}}}               | 0, 6, …                                                        |
| 13 | 7  | {\displaystyle {\frac {13^{2^{n}}+7^{2^{n}}}{2}}}  | 1, …                                                           |
| 13 | 8  | {\displaystyle 13^{2^{n}}+8^{2^{n}}}               | 1, 3, 4, …                                                     |
| 13 | 9  | {\displaystyle {\frac {13^{2^{n}}+9^{2^{n}}}{2}}}  | 0, 3, …                                                        |
| 13 | 10 | {\displaystyle 13^{2^{n}}+10^{2^{n}}}              | 0, 1, 2, 4, …                                                  |
| 13 | 11 | {\displaystyle {\frac {13^{2^{n}}+11^{2^{n}}}{2}}} | 2, …                                                           |
| 13 | 12 | {\displaystyle 13^{2^{n}}+12^{2^{n}}}              | 1, 2, 5, …                                                     |
| 14 | 1  | {\displaystyle 14^{2^{n}}+1^{2^{n}}}               | 1, …                                                           |
| 14 | 3  | {\displaystyle 14^{2^{n}}+3^{2^{n}}}               | 0, 3, …                                                        |
| 14 | 5  | {\displaystyle 14^{2^{n}}+5^{2^{n}}}               | 0, 2, 4, 8, …                                                  |

| b  | a  | {\displaystyle F_{n}(b,a)}                         | {\displaystyle n}, für das {\displaystyle F_{n}(b,a)} prim ist |
| -- | -- | -------------------------------------------------- | -------------------------------------------------------------- |
| 14 | 9  | {\displaystyle 14^{2^{n}}+9^{2^{n}}}               | 0, 1, 8, …                                                     |
| 14 | 11 | {\displaystyle 14^{2^{n}}+11^{2^{n}}}              | 1, …                                                           |
| 14 | 13 | {\displaystyle 14^{2^{n}}+13^{2^{n}}}              | 2, …                                                           |
| 15 | 1  | {\displaystyle {\frac {15^{2^{n}}+1^{2^{n}}}{2}}}  | 1, …                                                           |
| 15 | 2  | {\displaystyle 15^{2^{n}}+2^{2^{n}}}               | 0, 1, …                                                        |
| 15 | 4  | {\displaystyle 15^{2^{n}}+4^{2^{n}}}               | 0, 1, …                                                        |
| 15 | 7  | {\displaystyle {\frac {15^{2^{n}}+7^{2^{n}}}{2}}}  | 0, 1, 2, …                                                     |
| 15 | 8  | {\displaystyle 15^{2^{n}}+8^{2^{n}}}               | 0, 2, 3, …                                                     |
| 15 | 11 | {\displaystyle {\frac {15^{2^{n}}+11^{2^{n}}}{2}}} | 0, 1, 2, …                                                     |
| 15 | 13 | {\displaystyle {\frac {15^{2^{n}}+13^{2^{n}}}{2}}} | 1, 4, …                                                        |
| 15 | 14 | {\displaystyle 15^{2^{n}}+14^{2^{n}}}              | 0, 1, 2, 4, …                                                  |
| 16 | 1  | {\displaystyle 16^{2^{n}}+1^{2^{n}}}               | 0, 1, 2, …                                                     |
| 16 | 3  | {\displaystyle 16^{2^{n}}+3^{2^{n}}}               | 0, 2, 8, …                                                     |
| 16 | 5  | {\displaystyle 16^{2^{n}}+5^{2^{n}}}               | 1, 2, …                                                        |
| 16 | 7  | {\displaystyle 16^{2^{n}}+7^{2^{n}}}               | 0, 6, …                                                        |
| 16 | 9  | {\displaystyle 16^{2^{n}}+9^{2^{n}}}               | 1, 3, …                                                        |
| 16 | 11 | {\displaystyle 16^{2^{n}}+11^{2^{n}}}              | 2, 4, …                                                        |
| 16 | 13 | {\displaystyle 16^{2^{n}}+13^{2^{n}}}              | 0, 3, …                                                        |
| 16 | 15 | {\displaystyle 16^{2^{n}}+15^{2^{n}}}              | 0, …                                                           |

Fast alle verallgemeinerten Fermatschen Zahlen sind wahrscheinlich zusammengesetzt. Bewiesen ist diese Aussage aber nicht, denn schon für {\displaystyle b=2} und {\displaystyle a=1} (das sind die ursprünglichen Fermat-Zahlen) wurde weiter oben im Kapitel Ungelöste Probleme erwähnt, dass man noch nicht weiß, ob ab {\displaystyle n\geq 5} alle weiteren {\displaystyle F_{n}} zusammengesetzt sind oder nicht. Ähnlich verhält es sich mit anderen Basen und Hochzahlen. Und obwohl schon über 11000 Faktoren von verallgemeinerten Fermatschen Zahlen bekannt sind (siehe weiter oben), ist es schwierig, solche Faktoren zu finden, zumal {\displaystyle F_{n}(b,a)} sehr schnell sehr groß wird. Zum Teil weiß man zwar, dass diese Zahlen zusammengesetzt sein müssen, aber Primteiler kennt man von den wenigsten. Bekannt ist, dass solche Primteiler die Form {\displaystyle k\cdot 2^{m}+1} haben müssen. Es folgt eine Auflistung von Primfaktoren kleinerer verallgemeinerter Fermatschen Zahlen inklusive zweier etwas höherer Zahlenbeispiele, anhand derer man erkennen kann, wie schnell die Zahlen sehr hoch werden.
| verallgemeinerte zusammengesetzte Fermatsche Zahl | verallgemeinerte zusammengesetzte Fermatsche Zahl | verallgemeinerte zusammengesetzte Fermatsche Zahl | verallgemeinerte zusammengesetzte Fermatsche Zahl | verallgemeinerte zusammengesetzte Fermatsche Zahl                                                                               | Primteiler                                                                        | Primteiler | Primteiler                                                   | Primteiler                                    |
| b                                                 | a                                                 | n                                                 | {\displaystyle F_{n}(b,a)}                        | Dezimalschreibweise | k                                                                                 | m          | Primteiler {\displaystyle k\cdot 2^{m}+1}                    | Dezimalschreibweise                           |
| ------------------------------------------------- | ------------------------------------------------- | ------------------------------------------------- | ------------------------------------------------- | --- | --------------------------------------------------------------------------------- | ---------- | ------------------------------------------------------------ | --------------------------------------------- |
| 2                                                 | 1                                                 | 5                                                 | {\displaystyle 2^{2^{5}}+1^{2^{5}}}               | 4.294.967.297 (={\displaystyle F_{5}})                                                                                          | 5                                                                                 | 7          | {\displaystyle 5\cdot 2^{7}+1}                               | 641                                           |
| 2                                                 | 1                                                 | 5                                                 | {\displaystyle 2^{2^{5}}+1^{2^{5}}}               | 4.294.967.297 (={\displaystyle F_{5}})                                                                                          | 52347                                                                             | 7          | {\displaystyle 52347\cdot 2^{7}+1}                           | 6.700.417                                     |
| 2                                                 | 1                                                 | 6                                                 | {\displaystyle 2^{2^{6}}+1^{2^{6}}}               | 18.446.744.073.709.551.617 (={\displaystyle F_{6}})                                                                             | 1071                                                                              | 8          | {\displaystyle 1071\cdot 2^{8}+1}                            | 274.177                                       |
| 2                                                 | 1                                                 | 6                                                 | {\displaystyle 2^{2^{6}}+1^{2^{6}}}               | 18.446.744.073.709.551.617 (={\displaystyle F_{6}})                                                                             | 262814145745                                                                      | 8          | {\displaystyle 262814145745\cdot 2^{8}+1}                    | 67.280.421.310.721                            |
| 3                                                 | 1                                                 | 3                                                 | {\displaystyle {\frac {3^{2^{3}}+1^{2^{3}}}{2}}}  | 3.281 | 1                                                                                 | 4          | {\displaystyle 1\cdot 2^{4}+1}                               | 17                                            |
| 3                                                 | 1                                                 | 3                                                 | {\displaystyle {\frac {3^{2^{3}}+1^{2^{3}}}{2}}}  | 3.281 | 3                                                                                 | 6          | {\displaystyle 3\cdot 2^{6}+1}                               | 193                                           |
| 3                                                 | 2                                                 | 3                                                 | {\displaystyle 3^{2^{3}}+2^{2^{3}}}               | 6.817 | 1                                                                                 | 4          | {\displaystyle 1\cdot 2^{4}+1}                               | 17                                            |
| 3                                                 | 2                                                 | 3                                                 | {\displaystyle 3^{2^{3}}+2^{2^{3}}}               | 6.817 | 25                                                                                | 4          | {\displaystyle 25\cdot 2^{4}+1}                              | 401                                           |
| 3                                                 | 2                                                 | 4                                                 | {\displaystyle 3^{2^{4}}+2^{2^{4}}}               | 43.112.257 | 95                                                                                | 5          | {\displaystyle 95\cdot 2^{5}+1}                              | 3.041                                         |
| 3                                                 | 2                                                 | 4                                                 | {\displaystyle 3^{2^{4}}+2^{2^{4}}}               | 43.112.257 | 443                                                                               | 5          | {\displaystyle 443\cdot 2^{5}+1}                             | 14.177                                        |
| 3                                                 | 2                                                 | 5                                                 | {\displaystyle 3^{2^{5}}+2^{2^{5}}}               | 1.853.024.483.819.137 | 9                                                                                 | 7          | {\displaystyle 9\cdot 2^{7}+1}                               | 1.153                                         |
| 3                                                 | 2                                                 | 5                                                 | {\displaystyle 3^{2^{5}}+2^{2^{5}}}               | 1.853.024.483.819.137 | 3138931869                                                                        | 9          | {\displaystyle 3138931869\cdot 2^{9}+1}                      | 1.607.133.116.929                             |
| 3                                                 | 2                                                 | 6                                                 | {\displaystyle 3^{2^{6}}+2^{2^{6}}}               | 3.433.683.820.310.959.228.731.558.640.897                                                                                       | 3                                                                                 | 8          | {\displaystyle 3\cdot 2^{8}+1}                               | 769                                           |
| 3                                                 | 2                                                 | 6                                                 | {\displaystyle 3^{2^{6}}+2^{2^{6}}}               | 3.433.683.820.310.959.228.731.558.640.897                                                                                       | 952341149                                                                         | 7          | {\displaystyle 952341149\cdot 2^{7}+1}                       | 121.899.667.073                               |
| 3                                                 | 2                                                 | 6                                                 | {\displaystyle 3^{2^{6}}+2^{2^{6}}}               | 3.433.683.820.310.959.228.731.558.640.897                                                                                       | 286168266760535                                                                   | 7          | {\displaystyle 286168266760535\cdot 2^{7}+1}                 | 36.629.538.145.348.481                        |
| 4                                                 | 1                                                 | 4                                                 | {\displaystyle 4^{2^{4}}+1^{2^{4}}}               | 4.294.967.297 | 5                                                                                 | 7          | {\displaystyle 5\cdot 2^{7}+1}                               | 641                                           |
| 4                                                 | 1                                                 | 4                                                 | {\displaystyle 4^{2^{4}}+1^{2^{4}}}               | 4.294.967.297 | 52347                                                                             | 7          | {\displaystyle 52347\cdot 2^{7}+1}                           | 6.700.417                                     |
| 4                                                 | 1                                                 | 5                                                 | {\displaystyle 4^{2^{5}}+1^{2^{5}}}               | 18.446.744.073.709.551.617 | 1071                                                                              | 8          | {\displaystyle 1071\cdot 2^{8}+1}                            | 274.177                                       |
| 4                                                 | 1                                                 | 5                                                 | {\displaystyle 4^{2^{5}}+1^{2^{5}}}               | 18.446.744.073.709.551.617 | 262814145745                                                                      | 8          | {\displaystyle 262814145745\cdot 2^{7}+1}                    | 67.280.421.310.721                            |
| 4                                                 | 1                                                 | 6                                                 | {\displaystyle 4^{2^{6}}+1^{2^{6}}}               | 340.282.366.920.938.463.463.374.607.431.768.211.457                                                                             | 116503103764643                                                                   | 9          | {\displaystyle 116503103764643\cdot 2^{9}+1}                 | 59.649.589.127.497.217                        |
| 4                                                 | 1                                                 | 6                                                 | {\displaystyle 4^{2^{6}}+1^{2^{6}}}               | 340.282.366.920.938.463.463.374.607.431.768.211.457                                                                             | 11141971095088142685                                                              | 9          | {\displaystyle 11141971095088142685\cdot 2^{9}+1}            | 5.704.689.200.685.129.054.721                 |
| 4                                                 | 3                                                 | 1                                                 | {\displaystyle 4^{2^{1}}+3^{2^{1}}}               | 25 | 1                                                                                 | 2          | {\displaystyle 1\cdot 2^{2}+1}                               | 5                                             |
| 4                                                 | 3                                                 | 1                                                 | {\displaystyle 4^{2^{1}}+3^{2^{1}}}               | 25 | 1                                                                                 | 2          | {\displaystyle 1\cdot 2^{2}+1}                               | 5                                             |
| 4                                                 | 3                                                 | 3                                                 | {\displaystyle 4^{2^{3}}+3^{2^{3}}}               | 72.097 | 1                                                                                 | 4          | {\displaystyle 1\cdot 2^{4}+1}                               | 17                                            |
| 4                                                 | 3                                                 | 3                                                 | {\displaystyle 4^{2^{3}}+3^{2^{3}}}               | 72.097 | 265                                                                               | 4          | {\displaystyle 265\cdot 2^{4}+1}                             | 4.241                                         |
| 4                                                 | 3                                                 | 5                                                 | {\displaystyle 4^{2^{5}}+3^{2^{5}}}               | 18.448.597.093.898.403.457 | 187                                                                               | 6          | {\displaystyle 187\cdot 2^{6}+1}                             | 11.969                                        |
| 4                                                 | 3                                                 | 5                                                 | {\displaystyle 4^{2^{5}}+3^{2^{5}}}               | 18.448.597.093.898.403.457 | 24083827353343                                                                    | 6          | {\displaystyle 24083827353343\cdot 2^{6}+1}                  | 1.541.364.950.613.953                         |
| 4                                                 | 3                                                 | 6                                                 | {\displaystyle 4^{2^{6}}+3^{2^{6}}}               | 340.282.370.354.622.283.755.887.092.089.617.300.737                                                                             | 1317                                                                              | 8          | {\displaystyle 1317\cdot 2^{8}+1}                            | 337.153                                       |
| 4                                                 | 3                                                 | 6                                                 | {\displaystyle 4^{2^{6}}+3^{2^{6}}}               | 340.282.370.354.622.283.755.887.092.089.617.300.737                                                                             | 492813355211781926870528348211                                                    | 11         | {\displaystyle 492813355211781926870528348211\cdot 2^{11}+1} | 1.009.281.751.473.729.386.230.842.057.136.129 |
| 5                                                 | 1                                                 | 3                                                 | {\displaystyle {\frac {5^{2^{3}}+1^{2^{3}}}{2}}}  | 195.313 | 1                                                                                 | 4          | {\displaystyle 1\cdot 2^{4}+1}                               | 17                                            |
| 5                                                 | 1                                                 | 3                                                 | {\displaystyle {\frac {5^{2^{3}}+1^{2^{3}}}{2}}}  | 195.313 | 359                                                                               | 5          | {\displaystyle 359\cdot 2^{5}+1}                             | 11.489                                        |
| 5                                                 | 1                                                 | 4                                                 | {\displaystyle {\frac {5^{2^{4}}+1^{2^{4}}}{2}}}  | 76.293.945.313 | 81                                                                                | 5          | {\displaystyle 81\cdot 2^{5}+1}                              | 2.593                                         |
| 5                                                 | 1                                                 | 4                                                 | {\displaystyle {\frac {5^{2^{4}}+1^{2^{4}}}{2}}}  | 76.293.945.313 | 459735                                                                            | 6          | {\displaystyle 459735\cdot 2^{6}+1}                          | 29.423.041                                    |
| 5                                                 | 1                                                 | 5                                                 | {\displaystyle {\frac {5^{2^{5}}+1^{2^{5}}}{2}}}  | 11.641.532.182.693.481.445.313                                                                                                  | 5                                                                                 | 7          | {\displaystyle 5\cdot 2^{7}+1}                               | 641                                           |
| 5                                                 | 1                                                 | 5                                                 | {\displaystyle {\frac {5^{2^{5}}+1^{2^{5}}}{2}}}  | 11.641.532.182.693.481.445.313                                                                                                  | 1172953                                                                           | 6          | {\displaystyle 1172953\cdot 2^{6}+1}                         | 75.068.993                                    |
| 5                                                 | 1                                                 | 5                                                 | {\displaystyle {\frac {5^{2^{5}}+1^{2^{5}}}{2}}}  | 11.641.532.182.693.481.445.313                                                                                                  | 945042975                                                                         | 8          | {\displaystyle 945042975\cdot 2^{8}+1}                       | 241.931.001.601                               |
| 5                                                 | 1                                                 | 6                                                 | {\displaystyle {\frac {5^{2^{6}}+1^{2^{6}}}{2}}}  | 271.050.543.121.376.108.501.863.200.217.485.427.856.445.313 (Zahl hat 45 (also abgerundet etwa {\displaystyle 10^{1}}) Stellen) | 3                                                                                 | 8          | {\displaystyle 3\cdot 2^{8}+1}                               | 769                                           |
| 5                                                 | 1                                                 | 6                                                 | {\displaystyle {\frac {5^{2^{6}}+1^{2^{6}}}{2}}}  | 271.050.543.121.376.108.501.863.200.217.485.427.856.445.313 (Zahl hat 45 (also abgerundet etwa {\displaystyle 10^{1}}) Stellen) | 28644528117                                                                       | 7          | {\displaystyle 28644528117\cdot 2^{7}+1}                     | 3.666.499.598.977                             |
| 5                                                 | 1                                                 | 6                                                 | {\displaystyle {\frac {5^{2^{6}}+1^{2^{6}}}{2}}}  | 271.050.543.121.376.108.501.863.200.217.485.427.856.445.313 (Zahl hat 45 (also abgerundet etwa {\displaystyle 10^{1}}) Stellen) | 187759681216101058498487625                                                       | 9          | {\displaystyle 187759681216101058498487625\cdot 2^{9}+1}     | 96.132.956.782.643.741.951.225.664.001        |
| …                                                 | …                                                 | …                                                 | …                                                 | … | …                                                                                 | …          | …                                                            | …                                             |
| …                                                 | …                                                 | …                                                 | …                                                 | … | …                                                                                 | …          | …                                                            | …                                             |
| 12                                                | 11                                                | 37                                                | {\displaystyle 12^{2^{37}}+11^{2^{37}}}           | Zahl hat 148.321.541.064 (also etwa {\displaystyle 10^{11}}) Stellen                                                            | 1776222707793                                                                     | 38         | {\displaystyle 1776222707793\cdot 2^{38}+1}                  | 488.244.380.184.543.957.614.593               |
| 12                                                | 11                                                | 37                                                | {\displaystyle 12^{2^{37}}+11^{2^{37}}}           | Zahl hat 148.321.541.064 (also etwa {\displaystyle 10^{11}}) Stellen                                                            | und noch ein Faktor, von dem man nicht weiß, ob er zusammengesetzt ist oder nicht |            |                                                              |                                               |
| …                                                 | …                                                 | …                                                 | …                                                 | … | …                                                                                 | …          | …                                                            | …                                             |
| …                                                 | …                                                 | …                                                 | …                                                 | … | …                                                                                 | …          | …                                                            | …                                             |
| 12                                                | 11                                                | 7033640                                           | {\displaystyle 12^{2^{7033640}}+11^{2^{7033640}}} | Zahl hat etwa {\displaystyle 10^{2117337}} Stellen                                                                              | 3                                                                                 | 7033641    | {\displaystyle 3\cdot 2^{7033641}+1}                         | Primteiler hat 2117338 Stellen                |
| 12                                                | 11                                                | 7033640                                           | {\displaystyle 12^{2^{7033640}}+11^{2^{7033640}}} | Zahl hat etwa {\displaystyle 10^{2117337}} Stellen                                                                              | und noch ein Faktor, von dem man nicht weiß, ob er zusammengesetzt ist oder nicht |            |                                                              |                                               |

### Verallgemeinerte Fermatsche Zahlen der FormFn(b)
Ist b eine gerade Zahl, so kann Fn(b) sowohl zusammengesetzt als auch prim sein.
Beispiel 1:
b = 8, n = 3 ergibt die zusammengesetzte Zahl
{\displaystyle F_{3}(8)=8^{2^{3}}+1=8^{8}+1=16.777.217=97\cdot 257\cdot 673}.
Beispiel 2:
b = 6, n = 2 ergibt die Primzahl
{\displaystyle F_{2}(6)=6^{2^{2}}+1=6^{4}+1=1297}.
Beispiel 3:
b = 30, n = 5 ergibt die 48-stellige Primzahl
{\displaystyle F_{5}(30)=30^{2^{5}}+1=30^{32}+1=185.302.018.885.184.100.000.000.000.000.000.000.000.000.000.001}
und ist gleichzeitig die kleinste verallgemeinerte Fermatsche Primzahl mit {\displaystyle n>4}.
Ist b eine ungerade Zahl, so ist Fn(b) als Summe einer Potenz einer ungeraden Zahl (die selbst wieder ungerade ist) und 1 immer eine gerade Zahl, somit durch 2 teilbar und deshalb für b > 1 keine Primzahl, sondern zusammengesetzt. In diesem Fall wird häufig die Zahl
{\displaystyle {\frac {F_{n}(b)}{2}}={\frac {b^{2^{n}}+1}{2}}}
auf ihre Primalität untersucht. Diese Zahlen werden auch halbe verallgemeinerte Fermatsche Zahlen genannt.
Beispiel 4:
b = 3, n = 2 ergibt die gerade und somit zusammengesetzte Zahl
{\displaystyle F_{2}(3)=3^{2^{2}}+1=3^{4}+1=81+1=82=2\cdot 41}.
Es ist aber
{\displaystyle {\frac {F_{2}(3)}{2}}={\frac {3^{2^{2}}+1}{2}}={\frac {82}{2}}=41}
eine Primzahl.
Beispiel 5:
b = 5, n = 3 ergibt die gerade und somit zusammengesetzte Zahl
{\displaystyle F_{3}(5)=5^{2^{3}}+1=5^{8}+1=390625+1=390626=2\cdot 17\cdot 11489.}
Es ist aber
{\displaystyle {\frac {F_{3}(5)}{2}}={\frac {5^{2^{3}}+1}{2}}={\frac {390626}{2}}=195313=17\cdot 11489}
eine zusammengesetzte Zahl.

### Liste der Primzahlen der FormFn(b)
Verallgemeinerte Fermatsche Zahlen der Form {\displaystyle F_{n}(b)=b^{2^{n}}+1} (für gerade {\displaystyle b}) bzw. der Form {\displaystyle {\tfrac {F_{n}(b)}{2}}={\tfrac {b^{2^{n}}+1}{2}}} (für ungerade {\displaystyle b}) sind in den meisten Fällen zusammengesetzt. Weil diese Zahlen sehr schnell sehr groß werden, sind nicht besonders viele Primzahlen dieser Art bekannt. Es folgt eine Auflistung von Primzahlen der Form {\displaystyle F_{n}(b)} mit konstantem {\displaystyle b\leq 60}:
| b  | {\displaystyle F_{n}(b)} bzw. {\displaystyle {\tfrac {F_{n}(b)}{2}}} | {\displaystyle n}, für die {\displaystyle F_{n}(b)} bzw. {\displaystyle {\tfrac {F_{n}(b)}{2}}} prim ist |
| -- | -------------------------------------------------------------------- | --- |
| 0  | {\displaystyle 0^{2^{n}}+1=1}                                        | es gibt keine Primzahlen dieser Form                                                                     |
| 1  | {\displaystyle {\frac {1^{2^{n}}+1}{2}}=1}                           | es gibt keine Primzahlen dieser Form                                                                     |
| 2  | {\displaystyle 2^{2^{n}}+1}                                          | 0, 1, 2, 3, 4, …                                                                                         |
| 3  | {\displaystyle {\frac {3^{2^{n}}+1}{2}}}                             | 0, 1, 2, 4, 5, 6, …                                                                                      |
| 4  | {\displaystyle 4^{2^{n}}+1}                                          | 0, 1, 2, 3, …                                                                                            |
| 5  | {\displaystyle {\frac {5^{2^{n}}+1}{2}}}                             | 0, 1, 2, …                                                                                               |
| 6  | {\displaystyle 6^{2^{n}}+1}                                          | 0, 1, 2, …                                                                                               |
| 7  | {\displaystyle {\frac {7^{2^{n}}+1}{2}}}                             | 2, … |
| 8  | {\displaystyle 8^{2^{n}}+1}                                          | es gibt keine Primzahlen dieser Form                                                                     |
| 9  | {\displaystyle {\frac {9^{2^{n}}+1}{2}}}                             | 0, 1, 3, 4, 5, …                                                                                         |
| 10 | {\displaystyle 10^{2^{n}}+1}                                         | 0, 1, …                                                                                                  |
| 11 | {\displaystyle {\frac {11^{2^{n}}+1}{2}}}                            | 1, 2, …                                                                                                  |
| 12 | {\displaystyle 12^{2^{n}}+1}                                         | 0, … |
| 13 | {\displaystyle {\frac {13^{2^{n}}+1}{2}}}                            | 0, 2, 3, …                                                                                               |
| 14 | {\displaystyle 14^{2^{n}}+1}                                         | 1, … |
| 15 | {\displaystyle {\frac {15^{2^{n}}+1}{2}}}                            | 1, … |

| b  | {\displaystyle F_{n}(b)} bzw. {\displaystyle {\frac {F_{n}(b)}{2}}} | {\displaystyle n}, für die {\displaystyle F_{n}(b)} bzw. {\displaystyle {\frac {F_{n}(b)}{2}}} prim ist |
| -- | ------------------------------------------------------------------- | --- |
| 16 | {\displaystyle 16^{2^{n}}+1}                                        | 0, 1, 2, …                                                                                              |
| 17 | {\displaystyle {\frac {17^{2^{n}}+1}{2}}}                           | 2, … |
| 18 | {\displaystyle 18^{2^{n}}+1}                                        | 0, … |
| 19 | {\displaystyle {\frac {19^{2^{n}}+1}{2}}}                           | 1, … |
| 20 | {\displaystyle 20^{2^{n}}+1}                                        | 1, 2, …                                                                                                 |
| 21 | {\displaystyle {\frac {21^{2^{n}}+1}{2}}}                           | 0, 2, 5, …                                                                                              |
| 22 | {\displaystyle 22^{2^{n}}+1}                                        | 0, … |
| 23 | {\displaystyle {\frac {23^{2^{n}}+1}{2}}}                           | 2, … |
| 24 | {\displaystyle 24^{2^{n}}+1}                                        | 1, 2, …                                                                                                 |
| 25 | {\displaystyle {\frac {25^{2^{n}}+1}{2}}}                           | 0, 1, …                                                                                                 |
| 26 | {\displaystyle 26^{2^{n}}+1}                                        | 1, … |
| 27 | {\displaystyle {\frac {27^{2^{n}}+1}{2}}}                           | es gibt keine Primzahlen dieser Form                                                                    |
| 28 | {\displaystyle 28^{2^{n}}+1}                                        | 0, 2, …                                                                                                 |
| 29 | {\displaystyle {\frac {29^{2^{n}}+1}{2}}}                           | 1, 2, 4, …                                                                                              |
| 30 | {\displaystyle 30^{2^{n}}+1}                                        | 0, 5, …                                                                                                 |

| b  | {\displaystyle F_{n}(b)} bzw. {\displaystyle {\tfrac {F_{n}(b)}{2}}} | {\displaystyle n}, für die {\displaystyle F_{n}(b)} bzw. {\displaystyle {\tfrac {F_{n}(b)}{2}}} prim ist |
| -- | -------------------------------------------------------------------- | --- |
| 31 | {\displaystyle {\frac {31^{2^{n}}+1}{2}}}                            | noch keine bekannt                                                                                       |
| 32 | {\displaystyle 32^{2^{n}}+1}                                         | es gibt keine Primzahlen dieser Form                                                                     |
| 33 | {\displaystyle {\frac {33^{2^{n}}+1}{2}}}                            | 0, 3, …                                                                                                  |
| 34 | {\displaystyle 34^{2^{n}}+1}                                         | 2, … |
| 35 | {\displaystyle {\frac {35^{2^{n}}+1}{2}}}                            | 1, 2, 6, …                                                                                               |
| 36 | {\displaystyle 36^{2^{n}}+1}                                         | 0, 1, …                                                                                                  |
| 37 | {\displaystyle {\frac {37^{2^{n}}+1}{2}}}                            | 0, … |
| 38 | {\displaystyle 38^{2^{n}}+1}                                         | noch keine bekannt                                                                                       |
| 39 | {\displaystyle {\frac {39^{2^{n}}+1}{2}}}                            | 1, 2, …                                                                                                  |
| 40 | {\displaystyle 40^{2^{n}}+1}                                         | 0, 1, …                                                                                                  |
| 41 | {\displaystyle {\frac {41^{2^{n}}+1}{2}}}                            | 4, … |
| 42 | {\displaystyle 42^{2^{n}}+1}                                         | 0, … |
| 43 | {\displaystyle {\frac {43^{2^{n}}+1}{2}}}                            | 3, … |
| 44 | {\displaystyle 44^{2^{n}}+1}                                         | 4, … |
| 45 | {\displaystyle {\frac {45^{2^{n}}+1}{2}}}                            | 0, 1, …                                                                                                  |

| b  | {\displaystyle F_{n}(b)} bzw. {\displaystyle {\tfrac {F_{n}(b)}{2}}} | {\displaystyle n}, für die {\displaystyle F_{n}(b)} bzw. {\displaystyle {\tfrac {F_{n}(b)}{2}}} prim ist |
| -- | -------------------------------------------------------------------- | --- |
| 46 | {\displaystyle {\frac {46^{2^{n}}+1}{2}}}                            | 0, 2, 9, …                                                                                               |
| 47 | {\displaystyle 47^{2^{n}}+1}                                         | 3, … |
| 48 | {\displaystyle {\frac {48^{2^{n}}+1}{2}}}                            | 2, … |
| 49 | {\displaystyle 49^{2^{n}}+1}                                         | 1, … |
| 50 | {\displaystyle {\frac {50^{2^{n}}+1}{2}}}                            | noch keine bekannt                                                                                       |
| 51 | {\displaystyle 51^{2^{n}}+1}                                         | 1, 3, 6, …                                                                                               |
| 52 | {\displaystyle {\frac {52^{2^{n}}+1}{2}}}                            | 0, … |
| 53 | {\displaystyle 53^{2^{n}}+1}                                         | 3, … |
| 54 | {\displaystyle {\frac {54^{2^{n}}+1}{2}}}                            | 1, 2, 5, …                                                                                               |
| 55 | {\displaystyle 55^{2^{n}}+1}                                         | noch keine bekannt                                                                                       |
| 56 | {\displaystyle {\frac {56^{2^{n}}+1}{2}}}                            | 1, 2, …                                                                                                  |
| 57 | {\displaystyle 57^{2^{n}}+1}                                         | 0, 2, …                                                                                                  |
| 58 | {\displaystyle {\frac {58^{2^{n}}+1}{2}}}                            | 0, … |
| 59 | {\displaystyle 59^{2^{n}}+1}                                         | 1, … |
| 60 | {\displaystyle {\frac {60^{2^{n}}+1}{2}}}                            | 0, … |

Die kleinsten {\displaystyle n} (ab {\displaystyle b=2}), für die {\displaystyle F_{n}(b)} bzw. {\displaystyle {\tfrac {F_{n}(b)}{2}}} erstmals eine Primzahl ergibt, kann man der obigen Tabelle entnehmen, was für alle {\displaystyle b\leq 1500} die folgende Liste ergibt (der Wert −1 bedeutet „nicht existent“ bzw. „noch keine bekannt“):
0, 0, 0, 0, 0, 2, −1, 0, 0, 1, 0, 0, 1, 1, 0, 2, 0, 1, 1, 0, 0, 2, 1, 0, 1, −1, 0, 1, 0, −1, −1, 0, 2, 1, 0, 0, −1, 1, 0, 4, 0, 3, 4, 0, 0, 3, 2, 1, −1, 1, 0, 3, 1, −1, 1, 0, 0, 1, 0, … (Folge A253242 in OEIS)
Mehr Informationen für gerade {\displaystyle b} bis zur Basis {\displaystyle b=1000} findet man im Internet.
Nun folgt eine Auflistung von Primzahlen der Form {\displaystyle F_{n}(b)} mit konstantem {\displaystyle n}:
| n  | Fn(b)                         | b, für die Fn(b) prim ist | OEIS-Folge              |
| -- | ----------------------------- | --- | ----------------------- |
| 0  | {\displaystyle b+1}           | 1, 2, 4, 6, 10, 12, 16, 18, 22, 28, 30, 36, 40, 42, 46, 52, 58, 60, 66, 70, 72, 78, 82, 88, 96, 100, 102, 106, 108, 112, 126, 130, 136, 138, 148, 150, 156, 162, 166, 172, 178, 180, 190, 192, 196, 198, 210, 222, 226, 228, 232, 238, 240, 250, 256, 262, 268, 270, … (alle Primzahlen minus 1) | (Folge A006093 in OEIS) |
| 1  | {\displaystyle b^{2}+1}       | 1, 2, 4, 6, 10, 14, 16, 20, 24, 26, 36, 40, 54, 56, 66, 74, 84, 90, 94, 110, 116, 120, 124, 126, 130, 134, 146, 150, 156, 160, 170, 176, 180, 184, 204, 206, 210, 224, 230, 236, 240, 250, 256, 260, 264, 270, 280, 284, 300, 306, 314, 326, 340, 350, 384, 386, 396, … | (Folge A005574 in OEIS) |
| 2  | {\displaystyle b^{4}+1}       | 1, 2, 4, 6, 16, 20, 24, 28, 34, 46, 48, 54, 56, 74, 80, 82, 88, 90, 106, 118, 132, 140, 142, 154, 160, 164, 174, 180, 194, 198, 204, 210, 220, 228, 238, 242, 248, 254, 266, 272, 276, 278, 288, 296, 312, 320, 328, 334, 340, 352, 364, 374, 414, 430, 436, 442, 466, … | (Folge A000068 in OEIS) |
| 3  | {\displaystyle b^{8}+1}       | 1, 2, 4, 118, 132, 140, 152, 208, 240, 242, 288, 290, 306, 378, 392, 426, 434, 442, 508, 510, 540, 542, 562, 596, 610, 664, 680, 682, 732, 782, 800, 808, 866, 876, 884, 892, 916, 918, 934, 956, 990, 1022, 1028, 1054, 1106, 1120, 1174, 1224, 1232, 1256, 1284, … | (Folge A006314 in OEIS) |
| 4  | {\displaystyle b^{16}+1}      | 1, 2, 44, 74, 76, 94, 156, 158, 176, 188, 198, 248, 288, 306, 318, 330, 348, 370, 382, 396, 452, 456, 470, 474, 476, 478, 560, 568, 598, 642, 686, 688, 690, 736, 774, 776, 778, 790, 830, 832, 834, 846, 900, 916, 946, 956, 972, 982, 984, 1018, 1044, 1078, … | (Folge A006313 in OEIS) |
| 5  | {\displaystyle b^{32}+1}      | 1, 30, 54, 96, 112, 114, 132, 156, 332, 342, 360, 376, 428, 430, 432, 448, 562, 588, 726, 738, 804, 850, 884, 1068, 1142, 1198, 1306, 1540, 1568, 1596, 1678, 1714, 1754, 1812, 1818, 1878, 1906, 1960, 1962, 2046, 2098, 2118, 2142, 2330, 2418, 2434, 2654, 2668, … | (Folge A006315 in OEIS) |
| 6  | {\displaystyle b^{64}+1}      | 1, 102, 162, 274, 300, 412, 562, 592, 728, 1084, 1094, 1108, 1120, 1200, 1558, 1566, 1630, 1804, 1876, 2094, 2162, 2164, 2238, 2336, 2388, 2420, 2494, 2524, 2614, 2784, 3024, 3104, 3140, 3164, 3254, 3278, 3628, 3694, 3738, 3750, 4000, 4030, 4058, 4166, … | (Folge A006316 in OEIS) |
| 7  | {\displaystyle b^{128}+1}     | 1, 120, 190, 234, 506, 532, 548, 960, 1738, 1786, 2884, 3000, 3420, 3476, 3658, 4258, 5788, 6080, 6562, 6750, 7692, 8296, 9108, 9356, 9582, 9706, 10238, 10994, 11338, 11432, 11466, 11554, 11778, 12704, 12766, 13082, 13478, 13700, … | (Folge A056994 in OEIS) |
| 8  | {\displaystyle b^{256}+1}     | 1, 278, 614, 892, 898, 1348, 1494, 1574, 1938, 2116, 2122, 2278, 2762, 3434, 4094, 4204, 4728, 5712, 5744, 6066, 6508, 6930, 7022, 7332, 8524, 8644, 8762, 8808, 9024, 9142, 9412, 10892, 12206, 13220, 13222, 13246, 13370, 13738, 14114, 14930, … | (Folge A056995 in OEIS) |
| 9  | {\displaystyle b^{512}+1}     | 1, 46, 1036, 1318, 1342, 2472, 2926, 3154, 3878, 4386, 4464, 4474, 4482, 4616, 4688, 5374, 5698, 5716, 5770, 6268, 6386, 6682, 7388, 7992, 8678, 8792, 9448, 9452, 9972, 10086, 10448, 10926, 11468, 12754, 13198, 13776, 14734, 16826, 16914, 18334, … | (Folge A057465 in OEIS) |
| 10 | {\displaystyle b^{1024}+1}    | 1, 824, 1476, 1632, 2462, 2484, 2520, 3064, 3402, 3820, 4026, 6640, 7026, 7158, 9070, 12202, 12548, 12994, 13042, 15358, 17646, 17670, 18336, 19564, 20624, 22500, 24126, 26132, 26188, 26240, 29074, 29658, 30778, 31126, 32244, 33044, 34016, … | (Folge A057002 in OEIS) |
| 11 | {\displaystyle b^{2048}+1}    | 1, 150, 2558, 4650, 4772, 11272, 13236, 15048, 23302, 26946, 29504, 31614, 33308, 35054, 36702, 37062, 39020, 39056, 43738, 44174, 45654, 46502, 47348, 49190, 49204, 49544, 54514, 57210, 59770, 61184, 66894, 68194, 70574, 72446, 82642, … | (Folge A088361 in OEIS) |
| 12 | {\displaystyle b^{4096}+1}    | 1, 1534, 7316, 17582, 18224, 28234, 34954, 41336, 48824, 51558, 51914, 57394, 61686, 62060, 89762, 96632, 98242, 100540, 101578, 109696, 110540, 114690, 125440, 125442, 127596, 138068, 144362, 154908, 157310, 161822, 161900, 166224, … | (Folge A088362 in OEIS) |
| 13 | {\displaystyle b^{8192}+1}    | 1, 30406, 71852, 85654, 111850, 126308, 134492, 144642, 147942, 150152, 165894, 176206, 180924, 201170, 212724, 222764, 225174, 241600, 241860, 248744, 268032, 270674, 302368, 316970, 326260, 347962, 350830, 397468, 410938, 416010, 441238, 443718, 458520, 462678, 463012, 475158, 481750, …, 352666770, … | (Folge A226528 in OEIS) |
| 14 | {\displaystyle b^{16384}+1}   | 1, 67234, 101830, 114024, 133858, 162192, 165306, 210714, 216968, 229310, 232798, 422666, 426690, 449732, 462470, 468144, 498904, 506664, 509622, 528614, 572934, 581424, 638980, 641762, 656210, 698480, 704930, 730352, 795810, 840796, 908086, 975248, 976914, 990908, 1007874, 1037748, 1039970, 1067896, 1082054, 1097352, 1102754, 1132526, 1162996, 1171010, 1177808, 1181388, …, 10841645805132531666786792405311319418846637043199917731311876, … | (Folge A226529 in OEIS) |
| 15 | {\displaystyle b^{32768}+1}   | 1, 70906, 167176, 204462, 249830, 321164, 330716, 332554, 429370, 499310, 524552, 553602, 743788, 825324, 831648, 855124, 999236, 1041870, 1074542, 1096382, 1113768, 1161054, 1167528, 1169486, 1171824, 1210354, 1217284, 1277444, 1519380, 1755378, 1909372, 1922592, 1986700, 2034902, 2147196, 2167350, …, 3292665455999520712131951642528, … | (Folge A226530 in OEIS) |
| 16 | {\displaystyle b^{65536}+1}   | 1, 48594, 108368, 141146, 189590, 255694, 291726, 292550, 357868, 440846, 544118, 549868, 671600, 843832, 857678, 1024390, 1057476, 1087540, 1266062, 1361846, 1374038, 1478036, 1483076, 1540550, 1828502, 1874512, 1927034, 1966374, 2019300, 2041898, 2056292, 2162068, 2177038, 2187182, 2251082, 2313394, …, 1814570322984178, … | (Folge A251597 in OEIS) |
| 17 | {\displaystyle b^{131072}+1}  | 1, 62722, 130816, 228188, 386892, 572186, 689186, 909548, 1063730, 1176694, 1361244, 1372930, 1560730, 1660830, 1717162, 1722230, 1766192, 1955556, 2194180, 2280466, 2639850, 3450080, 3615210, 3814944, 4085818, 4329134, 4893072, 4974408, 5326454, 5400728, 5471814, 5586416, 5734100, 5877582, 6391936, 6403134, 6705932, 7379442, 7832704, 7858180, 7926326, 8150484, 8704114, 8770526, 9240606, 9419976, 9785844, 9907326, 10037266, 10368632, 10453790, 10765720, 10921162, 10962066, 10994460, 11036888, 11195602, 11267296, 11292782, 11778792, 11876066, 12343130, 12357518, 12512992, 12661786, 12687374, 12851074, 12961862, 12978952, 13083418, 13433028, 13613070, 13800346, 14020004, 14217182, 14613898, 14790404, 15091270, 15147290, 15237960, 15342502, 15567144, 15667716, 15731520, 16329572, 16741226, 16985784, 17025822, 17052490, 17119936, 17138628, 17141888, 17643330, 17814792, 17958952, 18298534, 18309468, 18501600, 18509226, 18608780, 18813106, 18968126, 19216648, 19464034, 20185276, 20227142, 20234282, 20674450, 20968936, 21517658, 21582550, 21757066, 21869554, 21917442, 22007146, 22705306, 22718284, 22808110, 22901508, 22980158, 23011666, 23045178, 23363426, 24297936, 24486806, 24522386, 24641166, 24642712, 24644826, 24734116, 25124378, 25128150, 26172278, 26500832, 26599558, 26757382, 26896670, 27022768, 27408050, 27544748, 27557876, 27758510, 27822108, 28175634, 28294666, 28398204, 28497098, 29169314, 29505368, 29607314, 29959190, 30022816, 30059800, 30225714, 30300414, 30315072, 30318724, 30819256, 30844300, 31044982, 31145080, 31469984, 31768014, 31821360, 32055422, 32096608, 32137342, 32200644, 32286660, 32348894, 32417420, 32430486, 32608738, 32704348, 32792696, 32869172, 33191418, 33395198, 33474284, 33732746, 34087952, 34530386, 34585314, 34763644, 34871942, 34957136, 35047222, 35139782, 35141602, 35282096, 35327718, 35372304, 35391288, 35957420, 35997532, 36038176, 36416848, 36422846, 36531196, 37909914, 38152876, 38196496, 38310998, 38734748, 38824296, 39100746, 39324372, 39502358, 39597790, 39746366, 40151896, 40463598, 40550398, 41001148, 41007562, 41102236, 41237116, 41364744, 41688706, 42168978, 42230406, 42243204, 42254832, 42414020, 42550702, 42654182, 43163894, 43165206, 44049878, 44085096, 44330870, 44438760, 44919410, 45315256, 45570624, 46077492, 46371508, 46385310, 46413358, 46730280, 46736070, 46776558, 47090246, 47179704, 48273828, 48370248, 48643706, 49038514, 49090656, 49225986, 49243622, 49331672, 49397682, 49530004, 49817700, 50055102, 50110436, 50217306, 50495632, 50844724, 50963598, 51269192, 51567684, 51570250, 51580416, 51872628, 51954384, 52043532, 52412612, 52712138, 53078434, 53161266, 53659976, 54032538, 54161106, 54206254, 54212352, 54334044, 54361742, 54548788, 55015050, 55184170, 55268442, 55579418, 55645700, 56307420, 56383242, 56459558, 56584816, 56735576, 56917336, 57438404, 57594734, 57694224, 57704312, 58247118, 58447642, 58447816, 58523466, 58589880, 59161754, 59210784, 59305348, 59362002, 59405420, 59515830, 59692546, 59720358, 60133106, 60455792, 60540024, 60642326, 61030988, 61267078, 61837354, 62146946, 62276102, 63112418, 63165756, 63168480, 63823568, 64024604, 64476916, 64506894, 64568930, 64791668, 64911056, 65200798, 65305572, 65569854, 65791182, 66131722, 66272848, 66901180, 66982940, 67371416, 67725850, 67894288, 68275006, 68372810, 68536972, 68811158, 68918852, 68924112, 68999820, 69534788, 69565722, 69622572, 69689592, 69742382, 69915032, 70022042, 70050828, 70421038, 70658696, 70893680, 70934282, 70948704, 70960658, 71450224, 71679108, 71732900, 72070092, 72602370, 73099962, 73132228, 73160610, 73404316, 73690464, 73839292, 74325990, 74363146, 74381296, 74396818, 74817490, 74833516, 75521414, 75647276, 75861530, 76018874, 76026988, 76416048, 77281404, 77469882, 77918854, 77924964, 78089172, 78240016, 78439440, 78714954, 78851276, 78880690, 78910032, 79201682, 79383608, 79428414, 79485098, 79789806, 79801426, 79912550, 80146408, 80284312, 81096098, 81444036, 81477176, 81976506, 82003030, 82008736, 83003850, 83328182, 83364886, 84149050, 84384358, 84445014, 84679936, 84715930, 84723284, 84757790, 84765338, 84817722, 84924212, 85115888, 86060696, 86295564, 86347638, 86413544, 86829162, 87039658, 87116452, 87192538, 87268788, 87352356, 87370574, 87454694, 87547832, 87920992, 88068088, 88166868, 88243020, 88760062, 89113896, 89285798, 89790434, 89977312, 90006846, 90382348, 90857490, 90938686, 90942952, 91033554, 91049202, 91069366, 91655310, 91685784, 91689894, 91707732, 91767880, 92198216, 92460588, 93035888, 93514592, 93773904, 93886318, 93950924, 94978760, 95308284, 95596816, 95635202, 95940796, 96111850, 96475576, 96734274, 96821302, 97046574, 97512766, 98137862, 98200338, 98240694, 98518362, 98557818, 98652282, 98922946, 98978354, 99189780, 99351950, 99557826, 99650934, 99665972, 100010426, 100324226, 100369508, 100382228, 100441116, 100520930, 100534258, 100719472, 100865034, 101270816, 101328382, 101607438, 101856256, 101915106, 102021074, 102050324, 102257714, 102397132, 102469684, 102507732, 103013294, 103094212, 103209792, 103280694, 103289324, 103605376, 103828182, 108584736, 108581414, 108195632, 108161744, 108080390, 107979316, 107922308, 107732730, 107627678, 107492880, 107420312, 107404768, 107222132, 107126228, 106901434, 106508704, 106440698, 106019242, 105937832, 105861526, 105850338, 105534478, 105058710, 104907548, 104808996, 104641854, …, 271643232, 314187728, 399866798, … | (Folge A253854 in OEIS) |
| 18 | {\displaystyle b^{262144}+1}  | 1, 24518, 40734, 145310, 361658, 525094, 676754, 773620, 1415198, 1488256, 1615588, 1828858, 2042774, 2514168, 2611294, 2676404, 3060772, 3547726, 3596074, 3673932, 3853792, 3933508, 4246258, 4489246, 5152128, 5205422, 5828034, 6287774, 6291332, 8521794, 8883864, 9125820, 9450844, 9750938, 9812766, 10578478, 10578478, 10578478, 10627360, 10793312, 10829576, 10979776, 11081688, 12189878, 12304152, 12529818, 12582496, 12959788, 13039868, 13553882, 13640376, 13911580, 14103144, 14399216, 14741470, … | (Folge A244150 in OEIS) |
| 19 | {\displaystyle b^{524288}+1}  | 1, 75898, 341112, 356926, 475856, 1880370, 2061748, 2312092, 2733014, 2788032, 2877652, 2985036, 3214654, 3638450, 4896418, 5897794, 6339004, … | (Folge A243959 in OEIS) |
| 20 | {\displaystyle b^{1048576}+1} | 1, 919444, 1059094, 1951734, 1963736, 3843236, … | (Folge A321323 in OEIS) |

Stand: 18. Juli 2023
Die kleinsten {\displaystyle b} (mit {\displaystyle b\geq 2}), für die {\displaystyle F_{n}(b)} erstmals eine Primzahl ergibt, kann man der obigen Tabelle entnehmen, was die folgende Liste ergibt:
2, 2, 2, 2, 2, 30, 102, 120, 278, 46, 824, 150, 1534, 30406, 67234, 70906, 48594, 62722, 24518, 75898, 919444, … (Folge  A056993 in OEIS)

### Die 10 größten bekannten verallgemeinerten Fermatschen Primzahlen
Der folgenden Liste kann man die 10 größten bekannten verallgemeinerten Fermatschen Primzahlen entnehmen. Sämtliche Entdecker dieser Primzahlen sind Teilnehmer des PrimeGrid-Projektes.
In der zweiten Spalte steht, die wievieltgrößte bekannte Primzahl diese Fermatsche Primzahl im Moment ist.
| Rang | wievieltgrößte bekannte Primzahl a | Primzahl                                                              | Fn(b)                                      | Dezimalstellen von Fn(b) | Entdeckungsdatum   | Entdecker                   | Quelle |
| ---- | ---------------------------------- | --------------------------------------------------------------------- | ------------------------------------------ | ------------------------ | ------------------ | --------------------------- | ------ |
| 1    | 14                                 | {\displaystyle 4\cdot 5^{11786358}+1=(2\cdot 5^{5893179})^{2^{1}}+1}  | {\displaystyle F_{1}(5893179)}             | 8.238.312                | 1. Oktober 2024    | Ryan Propper                | [ 50 ] |
| 2    | 19.                                | {\displaystyle 3843236^{1048576}+1}                                   | {\displaystyle F_{20}(3843236)}            | 6.904.556                | 22. Dezember 2024  | Jonas Skendelis             | [ 51 ] |
| 3    | 21.                                | {\displaystyle 1963736^{1048576}+1}                                   | {\displaystyle F_{20}(1963736)}            | 6.598.776                | 26. September 2022 | Tom Greer (USA)             | [ 52 ] |
| 4    | 22.                                | {\displaystyle 1951734^{1048576}+1}                                   | {\displaystyle F_{20}(1951734)}            | 6.595.985                | 9. August 2022     | Kazuya Tanaka (JAP)         | [ 53 ] |
| 5    | 25.                                | {\displaystyle 1059094^{1048576}+1}                                   | {\displaystyle F_{20}(1059094)}            | 6.317.602                | 31. Oktober 2018   | Rob Gahan (IRL)             | [ 54 ] |
| 6    | 27.                                | {\displaystyle 919444^{1048576}+1}                                    | {\displaystyle F_{20}(919444)}             | 6.253.210                | 29. August 2017    | Sylvanus A. Zimmerman (USA) | [ 55 ] |
| 7    | 28.                                | {\displaystyle 81\cdot 2^{20498148}+1=(3\cdot 2^{5124537})^{2^{2}}+1} | {\displaystyle F_{2}(3\cdot 2^{20498148})} | 6.170.560                | 13. Juni 2023      | Ryan Propper                | [ 56 ] |
| 8    | 30.                                | {\displaystyle 4\cdot 5^{8431178}+1=(2\cdot 5^{4215589})^{2^{1}}+1}   | {\displaystyle F_{1}(2\cdot 2^{4215589})}  | 5.893.142                | 2. Januar 2024     | Ryan Propper                | [ 57 ] |
| 9    | 39.                                | {\displaystyle 4\cdot 3^{11279466}+1=(2\cdot 3^{5639733})^{2^{1}}+1}  | {\displaystyle F_{1}(2\cdot 2^{5639733})}  | 5.381.674                | 10. September 2024 | Ryan Propper                | [ 58 ] |
| 10   | 75.                                | {\displaystyle 25\cdot 2^{13719266}+1=(5\cdot 2^{6859633})^{2^{1}}+1} | {\displaystyle F_{1}(5\cdot 2^{6859633})}  | 4.129.912                | 21. September 2022 | Ryan Propper                | [ 59 ] |

Die meisten der oben genannten Ergebnisse konnten natürlich nur mit Hilfe von Computern gefunden werden.